# Canal de Roubaix
Pour les articles homonymes, voir Roubaix (homonymie).

Le canal de Roubaix est situé sur la Communauté urbaine de Lille dans le Nord de la France.
Sa longueur est de 12,2 km entre la Marque (rivière) et la frontière avec la Belgique. Le canal de Roubaix et son prolongement en Belgique par le canal de l'Espierres, relient la Deûle à l’Escaut.

## Localisation
Le canal de Roubaix fait partie des voies navigables du Nord de la France, il raccorde la Deûle au canal de l'Espierres qui est lui-même relié à l’Escaut (Belgique). Il traverse les communes de  Wattrelos (où il rejoint le canal de l'Espierre), Leers, Roubaix, Tourcoing, Croix, Marcq-en-Barœul, Marquette-lez-Lille (où il rejoint la Deûle), et Wasquehal (où il rejoint la Marque).

### Plan du canal de Roubaix

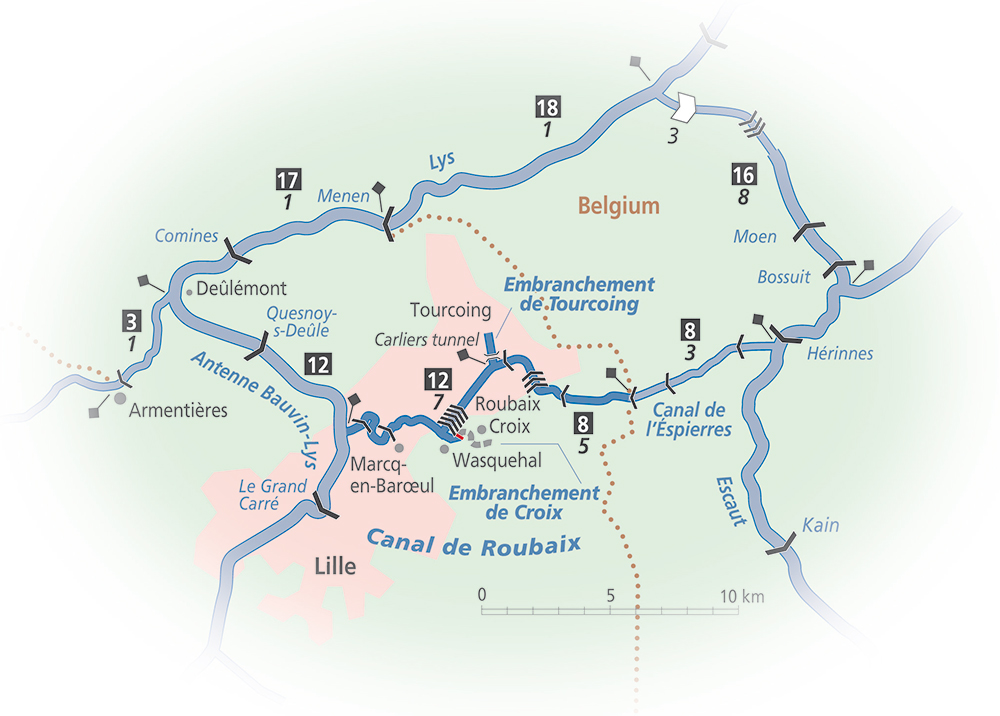
Carte du canal de Roubaix et de ses liaisons.
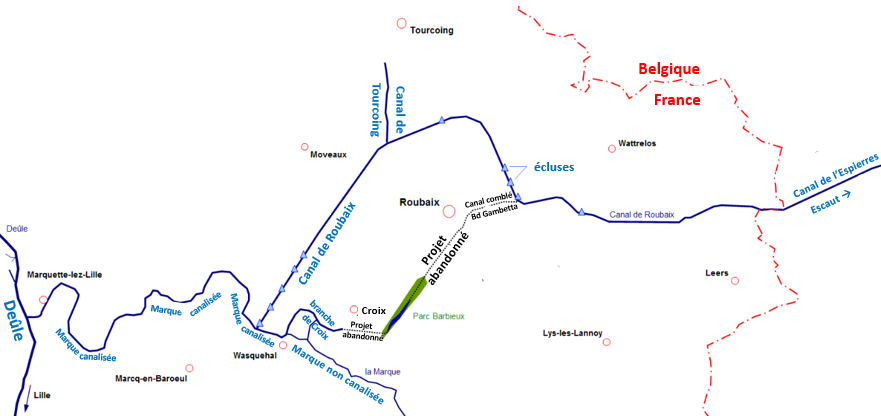
Schéma du canal de Roubaix avec ses embranchements et le projet abandonné (via l'actuel parc Barbieux).

## Historique

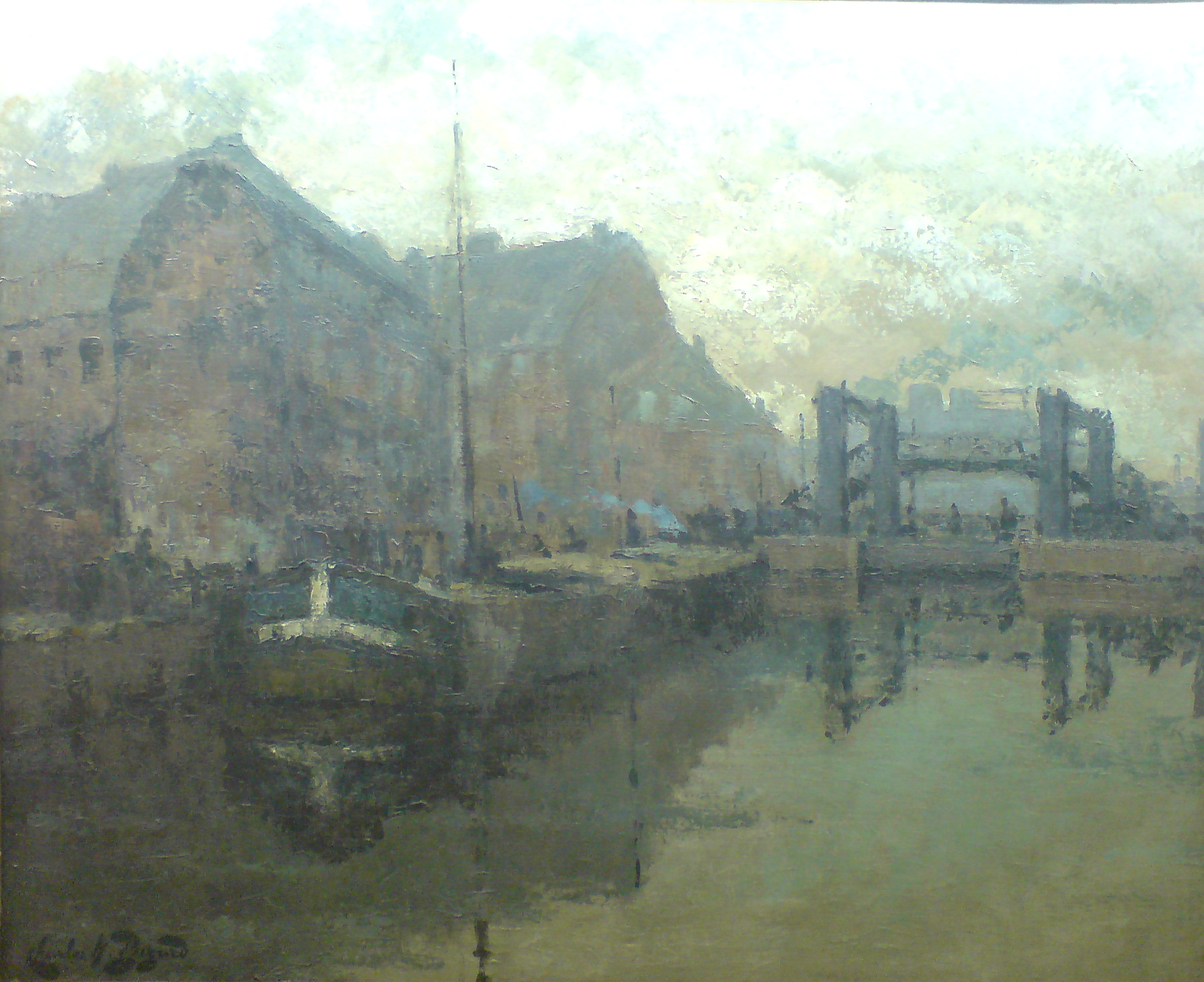
Le canal de Roubaix vers 1936, peint par Charles-Henry Bizard (1887-1954), tableau conservé au musée de Roubaix..

### Projet
Imaginé par Vauban dès 1699 pour relier la Marque à l’Escaut, demandé officiellement en 1813 par le maire de Roubaix Étienne Roussel-Grimonprez, le projet de loi relatif au canal de Roubaix est adopté par la Chambre des Députés, le 15 avril 1825 et présenté à la Chambre des Pairs le 3 mai suivant.

### Construction et ouverture (XIXesiècle)
Sa construction débute le 8 septembre 1827 avec la pose de la première pierre par le roi Charles X, à l’écluse de Marquette. Le canal servira pour l’industrie textile locale en développement : approvisionnement en charbon, en eau, en matières premières (importation de balles de laine et coton) et expédition des produits finis,. Le projet initial de parcours direct comprenait un souterrain à Croix, à l’emplacement de l’actuel parc Barbieux (la partie croisienne du parc est cédée à la ville de Roubaix en 1919),.

#### Premiers tronçons

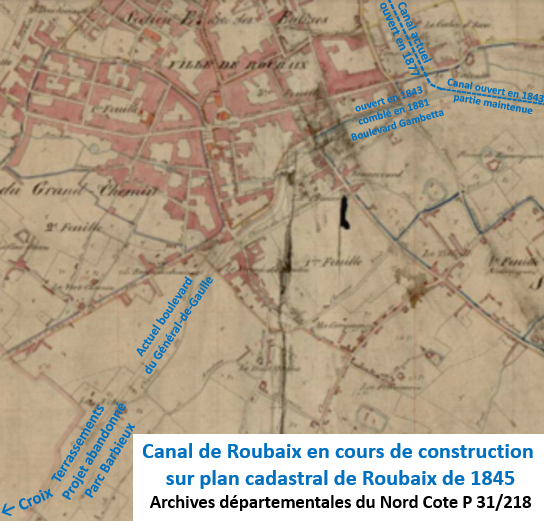
Plan du canal de Roubaix à Roubaix en 1845

Deux tronçons de ce projet sont réalisés : 
- En 1828, la canalisation de la Marque de la Deûle au pont de la passerelle à Wasquehal et un embranchement jusqu’au pont du Breucq à Croix  et un peu au-delà. La branche de Croix existe encore. Seule la partie terminale d’environ  300 mètres à l’est du pont du Breucq (route D 24, rue du professeur Perrin à Croix)  qui longeait la rue Le Nôtre à Croix a été comblée dans les années 1960. Ce court  tronçon a été remis à l'air libre en 2023. L'ensemble de l'embranchement de Croix est longé par une voie verte.

- En 1843, de Wattrelos à Roubaix dans le prolongement du canal de l'Espierres, depuis la frontière avec la Belgique jusqu'au pont Nyckès, et un tronçon disparu à l’emplacement des boulevards Gambetta et du Général-Leclerc jusqu’à l’actuel Eurotéléport.

De son côté la Belgique construit, le canal de l'Espierre de 1840 à 1843 afin de pouvoir relier la Deûle et l’Escaut.
Les travaux du tronçon central sont abandonnés en 1845 à la suite d’éboulements. L’achèvement du canal est décidé sur ce même tracé en 1861 à ciel ouvert avec échelles d’écluses et non plus de souterrain. Le projet est encore modifié en 1866 pour permettre un passage par la ville de Tourcoing qui n’accepte de participer au financement qu’à cette condition.  
Par suite du changement de tracé du canal de Roubaix, plusieurs parcelles de Wasquehal sont expropriées par jugement du tribunal de Lille du 23 janvier 1868.

#### Ouverture sur son tracé actuel
Le canal est ouvert en 1877 sur son parcours actuel contournant le centre de Roubaix par le nord et rejoignant la Marque canalisée près de l'impasse du Triest à Wasquehal, 400 m en aval du confluent entre les parties canalisée et non canalisées de la Marque et la branche de Croix définitivement en impasse. 
La partie en impasse à Roubaix de la place du Galon d’eau jusqu’à l’emplacement de l’actuel Eurotéléport, surnommée «le Vieux canal», est comblée en 1881 pour réaliser le boulevard Gambetta. Le parc Barbieux est aménagé à partir de 1878 sur les terrains vallonnés issus des terrassements du tronçon central du projet de parcours direct abandonné et le boulevard de Paris, actuel boulevard du Général-de-Gaulle, est ouvert sur les terrains réservés pour ce projet. Ce parcours abandonné est rappelé par une borne dans le parc.

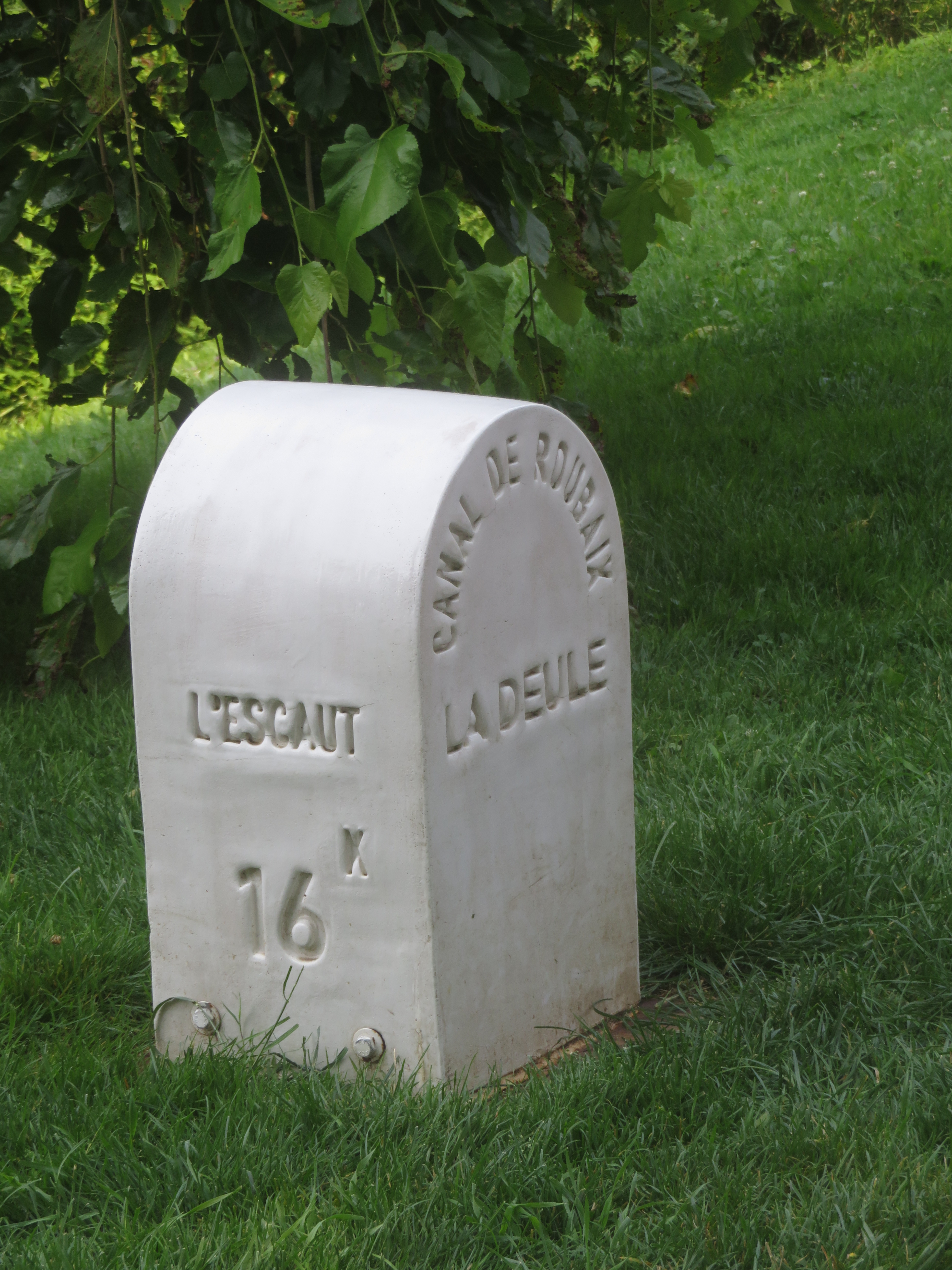
Borne dans le parc Barbieux
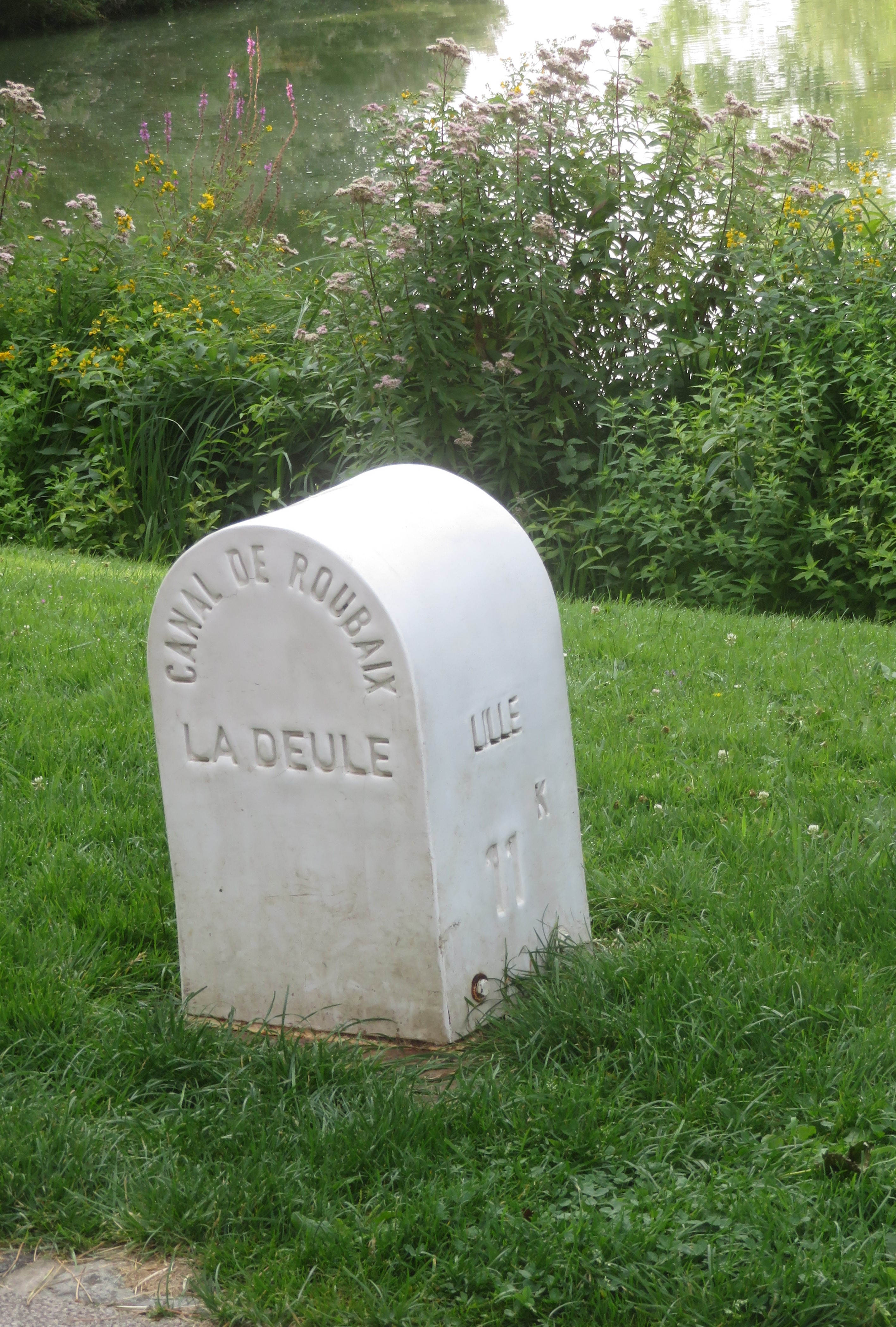
Lille 11 km

L’embranchement du canal de Tourcoing de 1,5 km de longueur, du pont du Fresnoy à la rue du port est ouvert en 1892.

### Déclin et fermeture (XXesiècle)
Le canal endommagé au cours des deux guerres mondiales (destruction des écluses par l'armée allemande lors de sa retraite de 1918, obstructions lors des combats de la résistance en 1944) est reconstruit et rouvert en 1920 puis en 1948. Un projet de canal à grand gabarit lancé dans les années 1960 est abandonné vers 1975.
Le canal n'étant pas éclairé de nombreuses personnes perdront la vie chaque année en tombant dans les eaux du canal comme Thomas et Alphonse Cierpisz, en 1938, qui meurent noyés en allant travailler à bicyclette.
La fonction de transport de cette voie d'eau décline à la suite de la fermeture des industries locales de filature dans les années 1970-1980.
Le canal est fermé en 1985 et n'est plus entretenu, ce qui crée une source de nuisances.
Des élus locaux envisagent de le remblayer pour construire une voie urbaine rapide, mais ce projet sera abandonné à la suite de la mobilisation de riverains.

### Réhabilitation (XXIesiècle)
La mobilisation d'une quarantaine d'acteurs locaux et nationaux de Belgique et de France aboutit à une première tranche de travaux visant la réouverture entre 2002 et 2003. C'est notamment l'association Collectif Canal qui a porté durant de nombreuses années le projet de remise en navigation et de favoriser le tourisme fluvial. Après études, la Commission européenne décide de soutenir financièrement le projet transfrontalier de remise en navigation à travers les programmes FEDER et Interreg. Blue Links, un projet européen de travaux de 37 millions d’euros sur trois ans, est mis sur pied pour rouvrir les canaux à la navigation de plaisance en 2008, 
En 2005, l’Établissement Public Voies navigables de France entreprend les travaux de curage pour permettre la remise en navigation du canal. Il adjuge les travaux à l'entreprise Ghent Dredging : celle-ci réalise le curage de 150 000 m3 permettant au canal de « respirer » à nouveau en passant d'un tirant d'eau allant parfois jusqu'au débord, vers le gabarit 1,90 m/2,20 m, symboliquement nécessaire lors du passage des 38 m d'antan (spits).  En plus de la requalification des 13km de berges, 14 ponts et 13 écluses ont été modernisés.
Les travaux se sont terminés, côté France, en 2009 et le canal de Roubaix a été rouvert officiellement à la circulation fluviale le 19 septembre 2009,.

## Écluses du canal de Roubaix

### Marque canalisée
Deux écluses se trouvent sur la Marque canalisée, l'écluse n° 1 de Marquette seule accessible à la navigation commerciale, l'écluse n° 2 de Marcq-en-Barœul ouverte uniquement à la navigation de plaisance.  

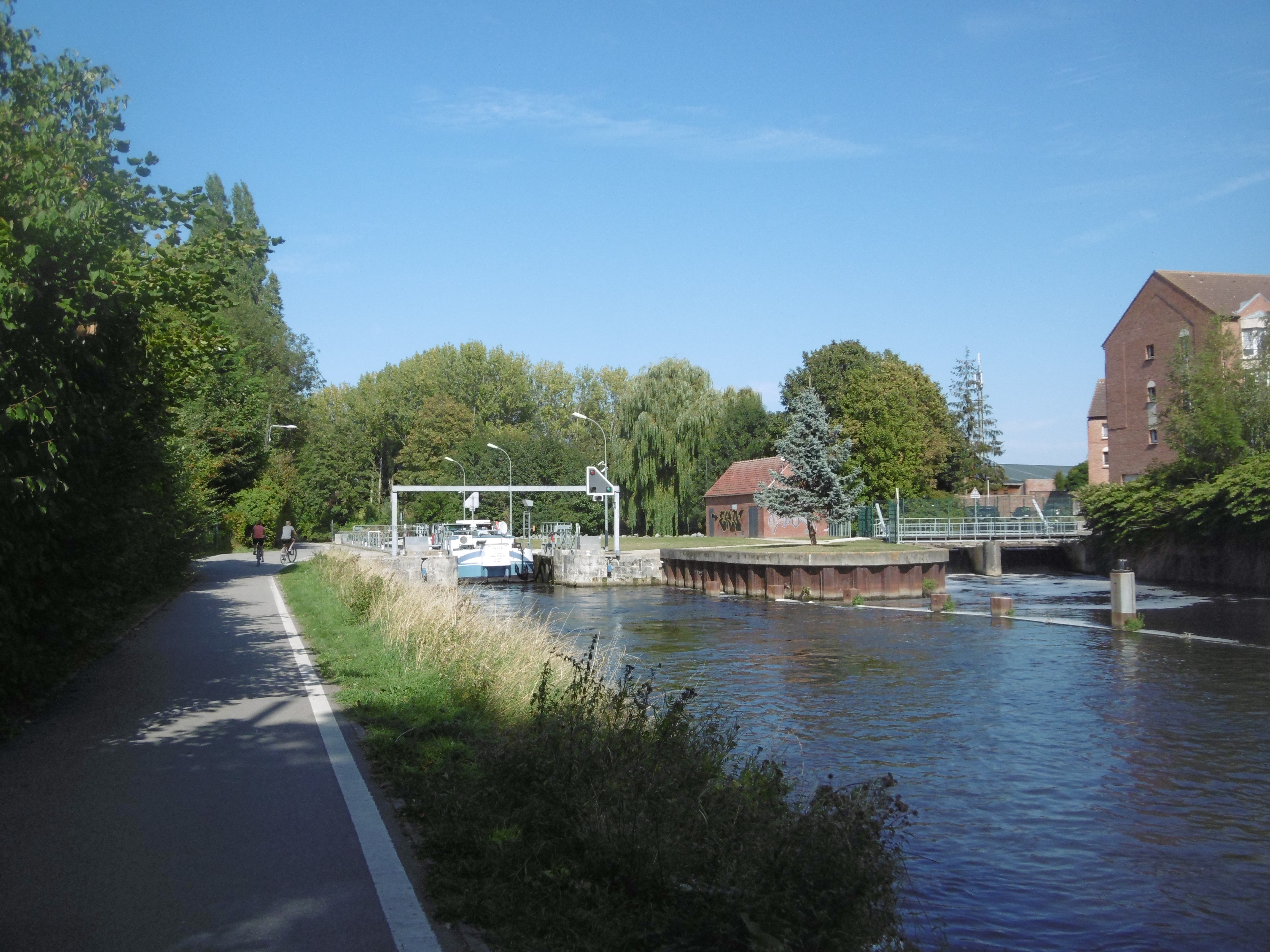
Écluse 1 de Marquette.
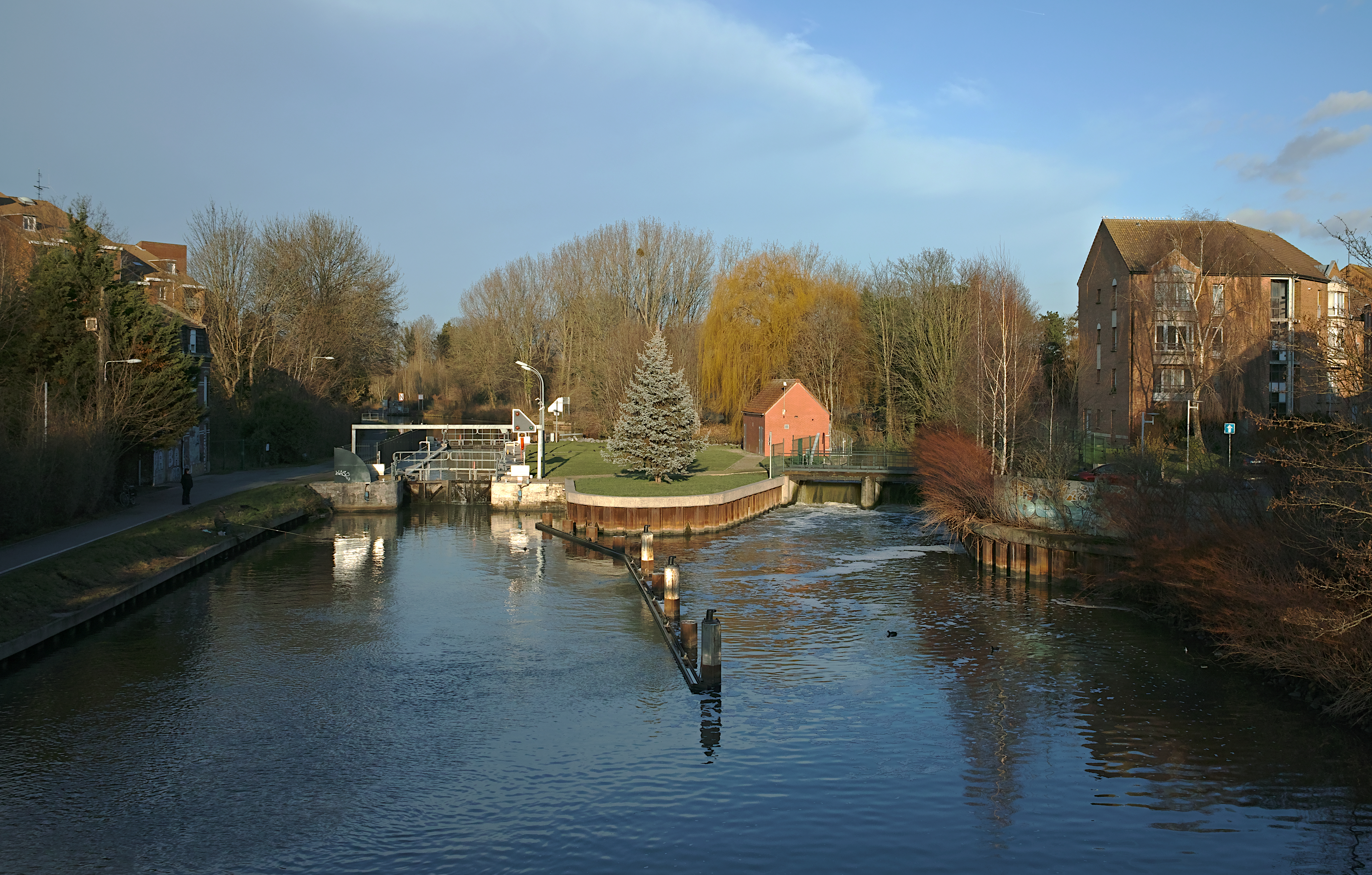
Écluse 1 de Marquette.
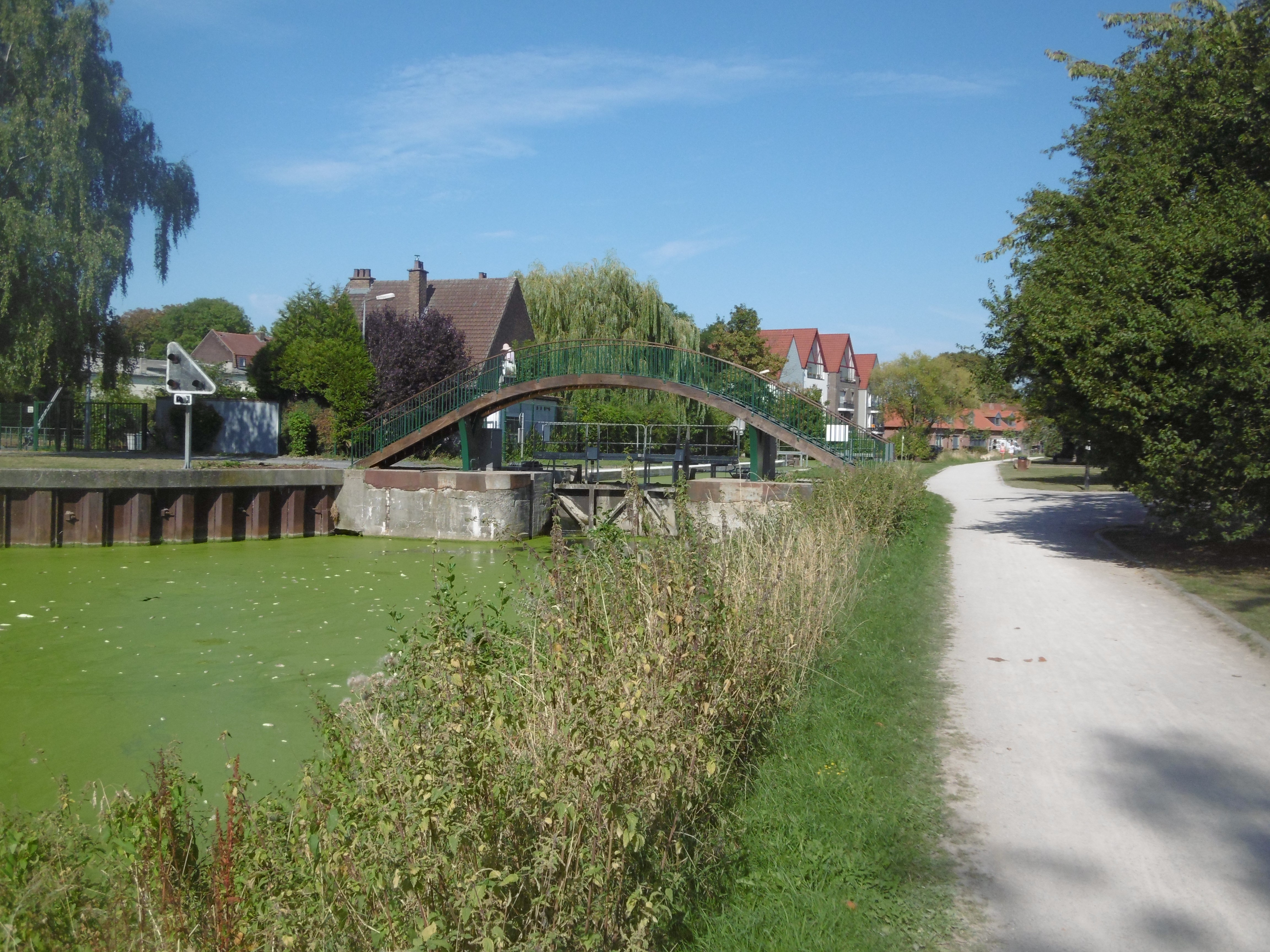
Écluse 2 de Marcq-en-Barœul.
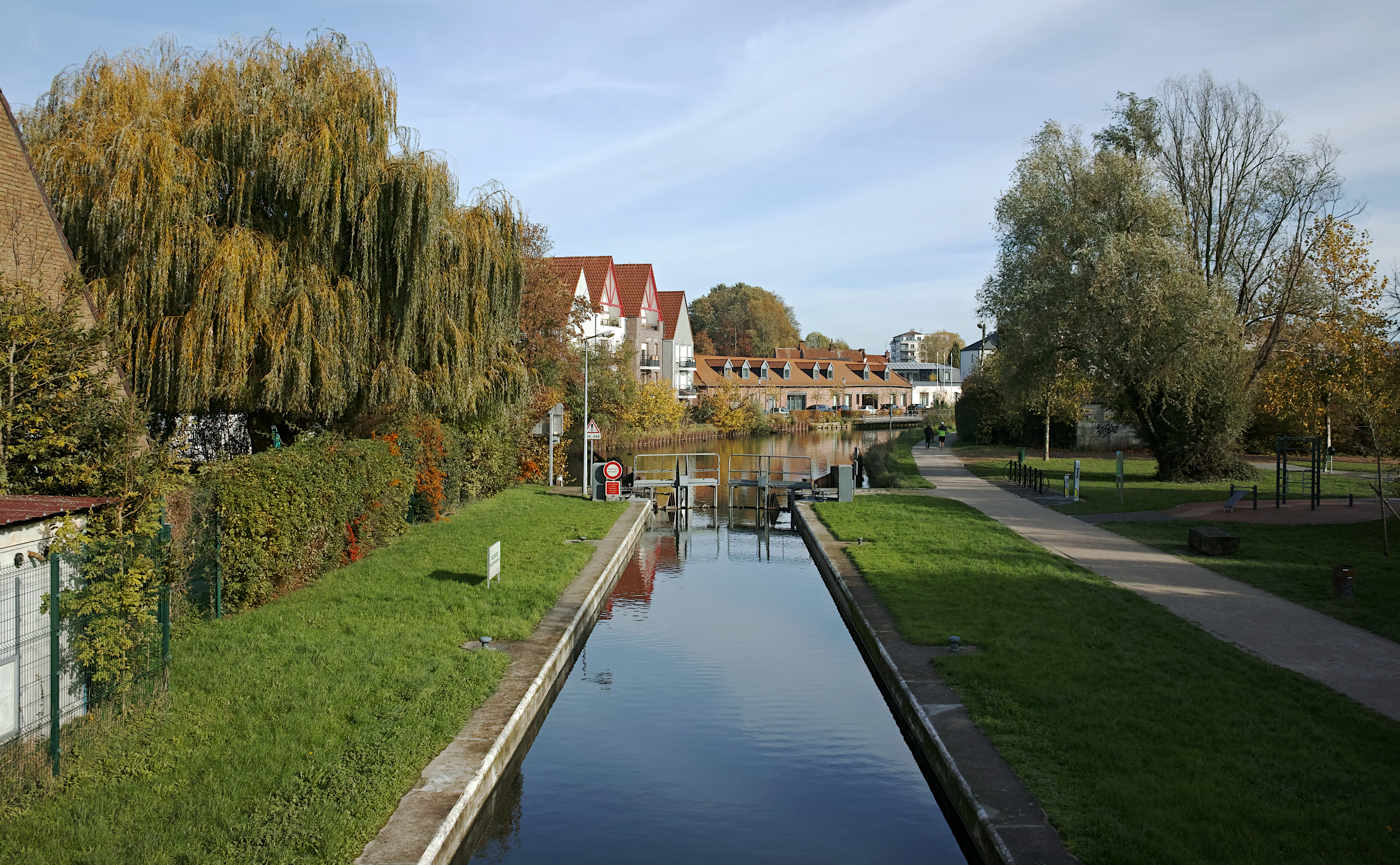
Écluse 2 de Marcq-en-Barœul.

### De la Marque canalisée à la Belgique
Dix écluses se trouvent sur le canal de Roubaix proprement dit de la Marque à la frontière, l'écluse du Triest, l'écluse du Plomeux, l'écluse du Noir Bonnet, l'écluse du Cottigny, l'écluse de la Masure, l'écluse de l’Union, l'écluse du Nouveau Monde, l'écluse du Calvaire, l'écluse du Galon d’eau et l'écluse du Sartel.

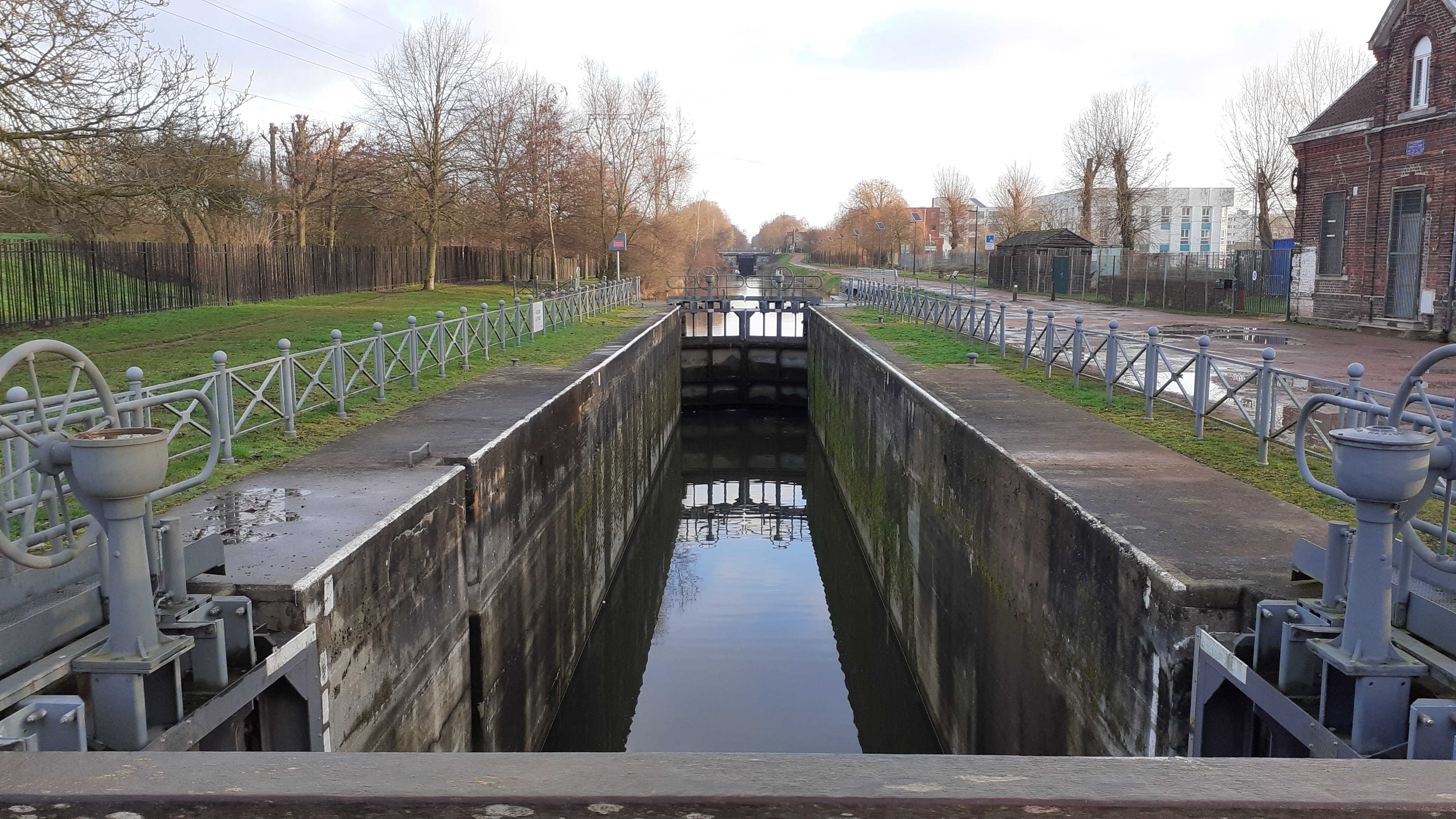
Écluse numéro 3 du Triest à Wasquehal.
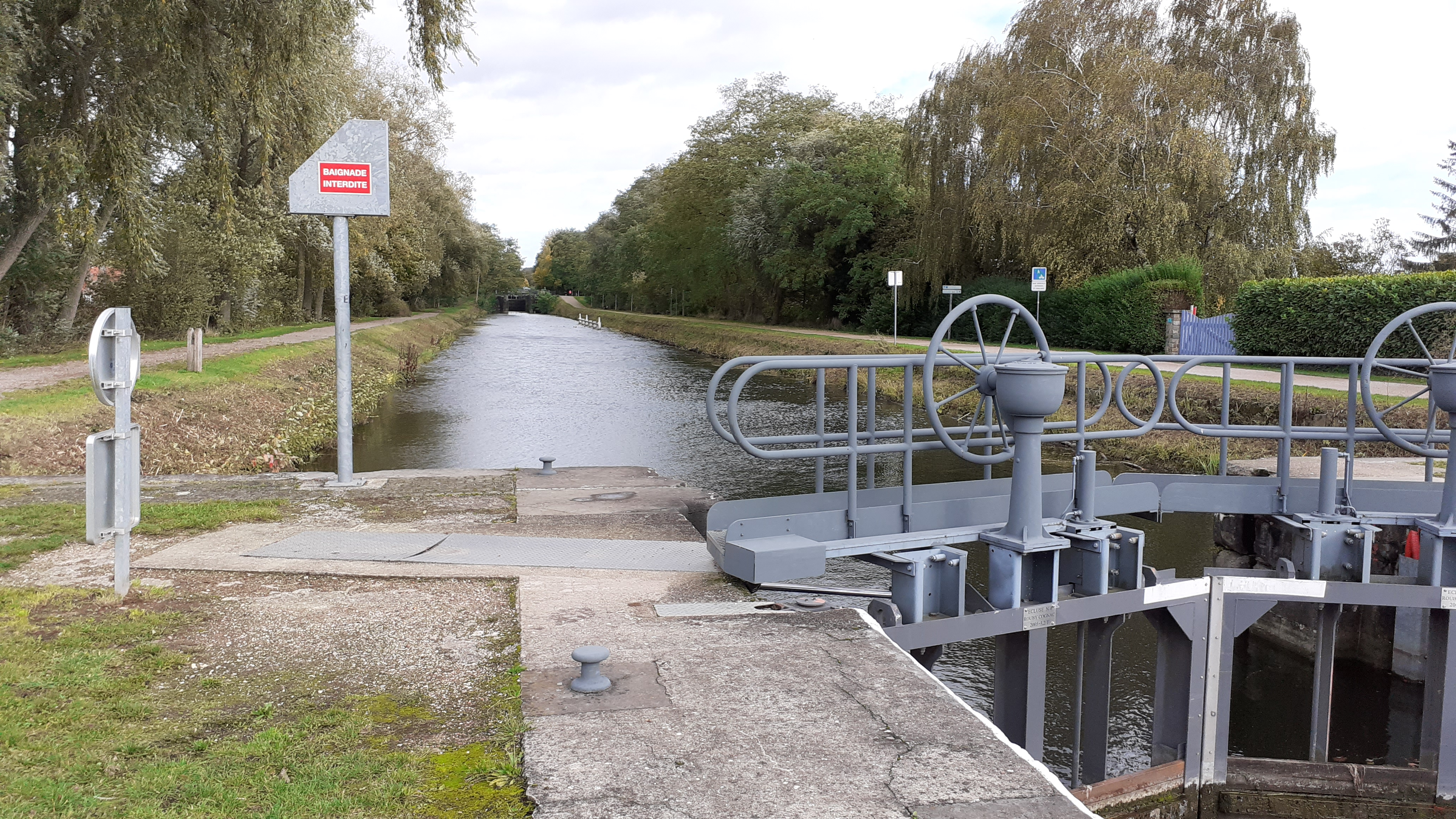
Écluse numéro 4 du Plomeux à Wasquehal.
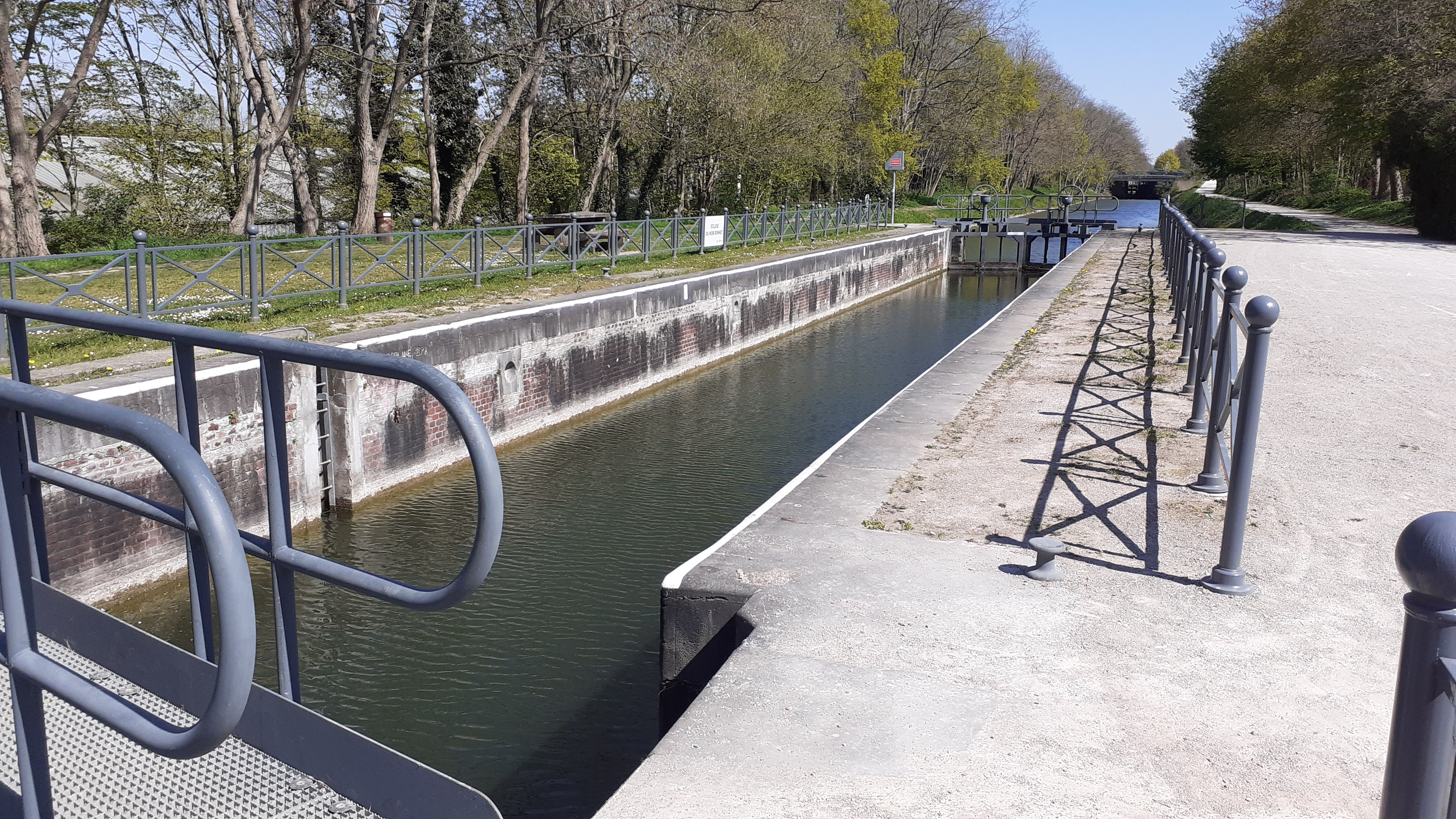
Écluse numéro 5 du Noir Bonnet à Wasquehal.
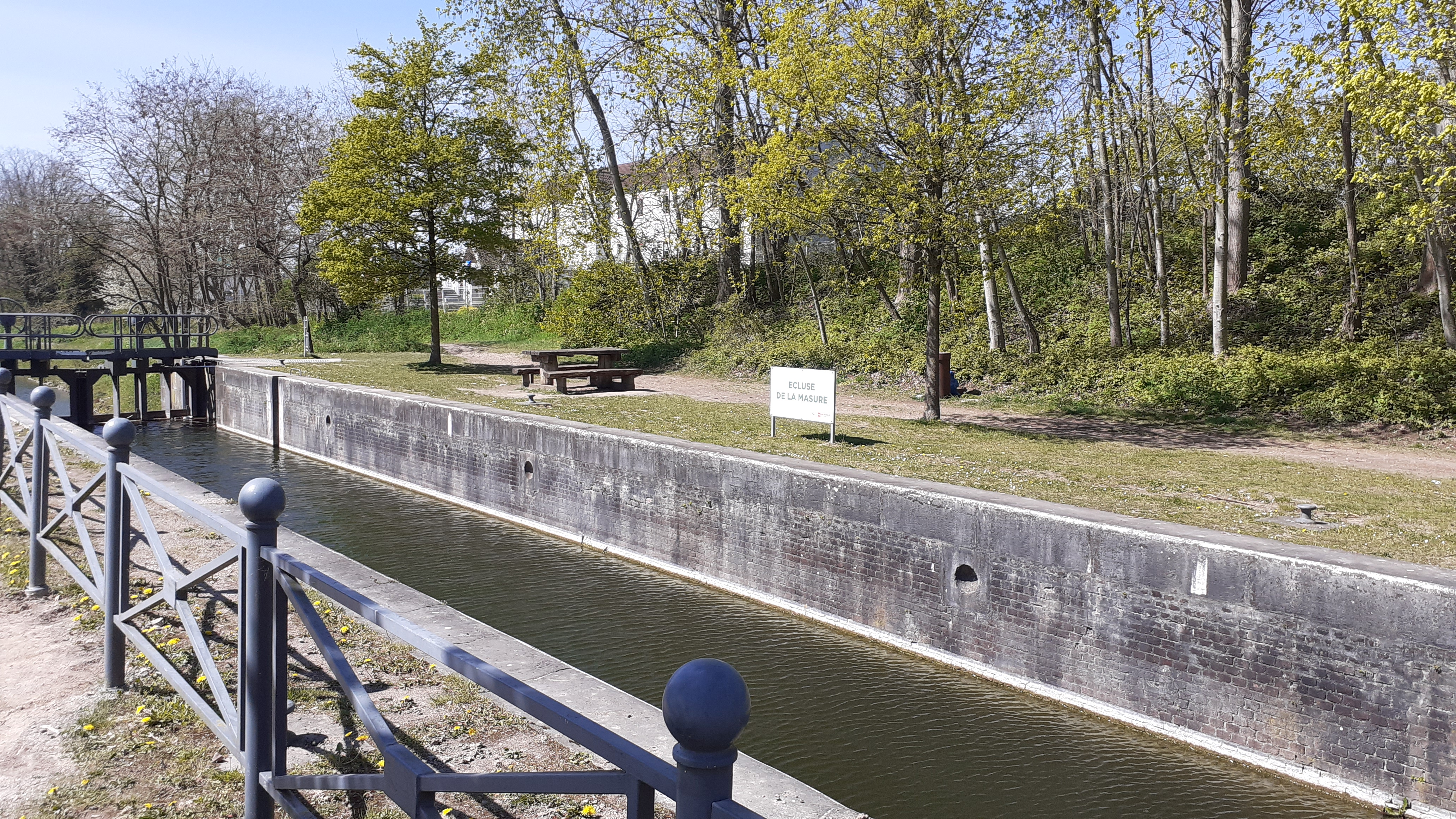
Écluse numéro 7 de la Masure à Wasquehal.
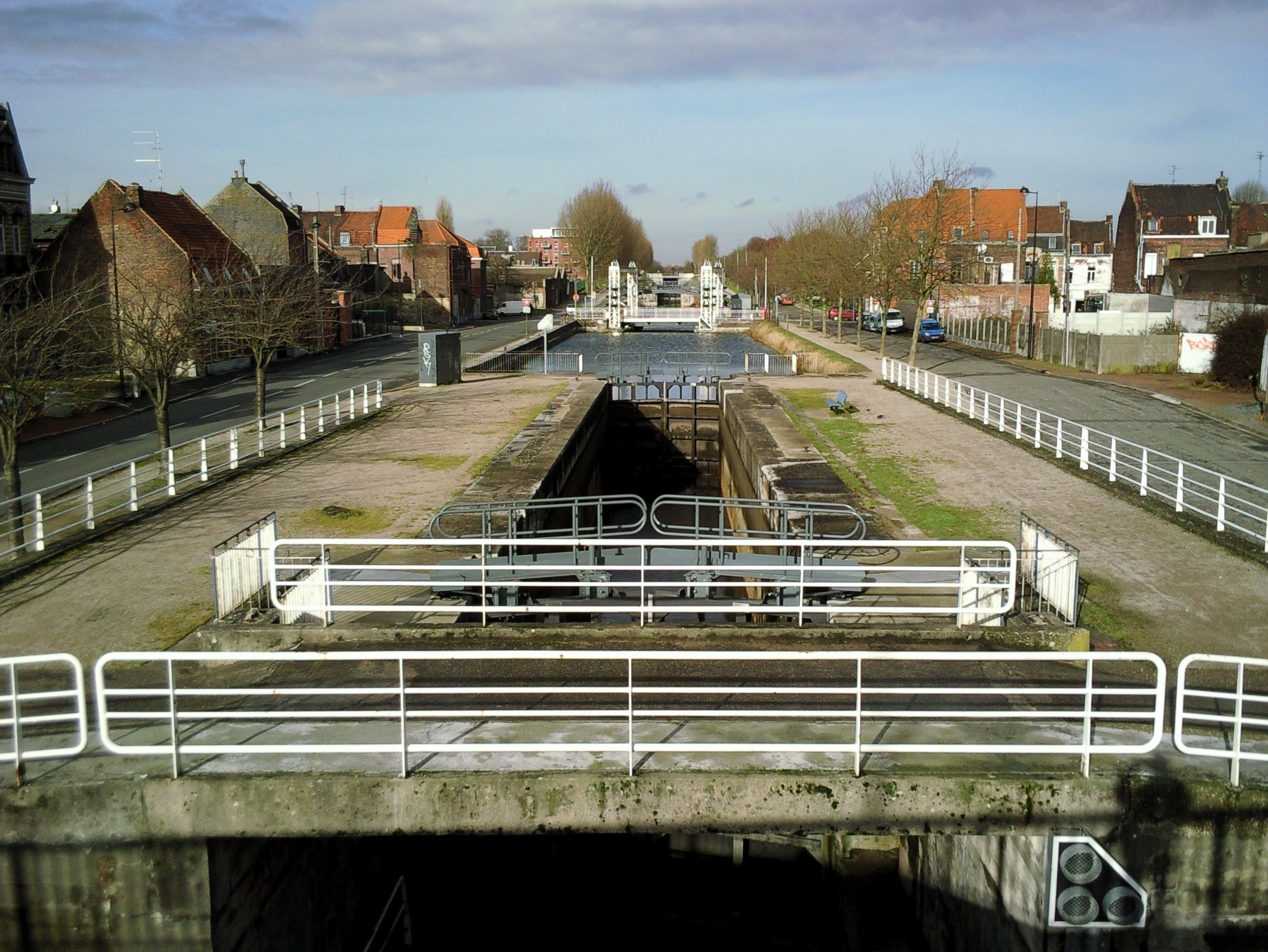
Écluse numéro 11 du Galon d’eau à Roubaix.

### Écluses abandonnées
Au centre de Wasquehal, à l'entrée du port du Dragon, se trouve l'écluse numéro 3bis de Wasquehal qui est non comprise dans le projet Blue Links et qui fait partie du projet de parcours direct abandonné au milieu du XIXe siècle. Cette écluse comportait jusqu'au début des années 1980, un pont-levis pour laisser passer les péniches. On peut remarquer l'indication de la distance vers Roubaix de 4,6 kilomètres sur la plaque d'éclusière fixé sur l'ancienne maison éclusière. La partie de la Marque située entre le port du Dragon et le pont de la Passerelle (qui donne sur la rue de la Passerelle à Wasquehal) est appelé Marque urbaine.
Une écluse abandonnée, dite Écluse de l'embranchement de Croix, se situe dans le port du Dragon. Après cette écluse, l'embranchement rive gauche mène au terminus de Croix et l'embranchement rive droite constitue la rivière la Marque qui remonte via Villeneuve-d'Ascq jusqu'à sa source (Mons-en-Pévèle).

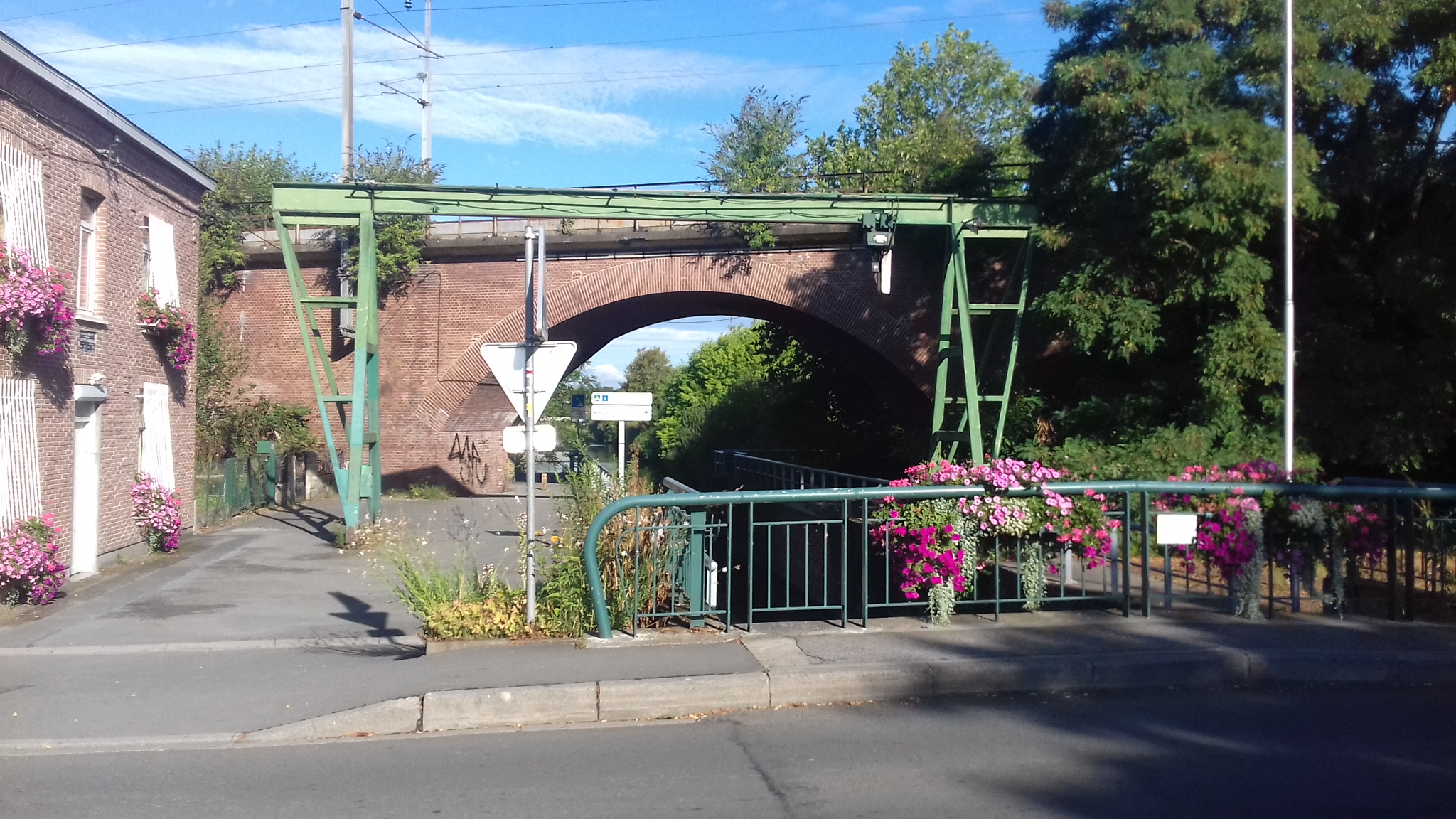
Écluse numéro 3bis de Wasquehal au port du Dragon près du viaduc ferroviaire de la ligne Fives-Mouscron.
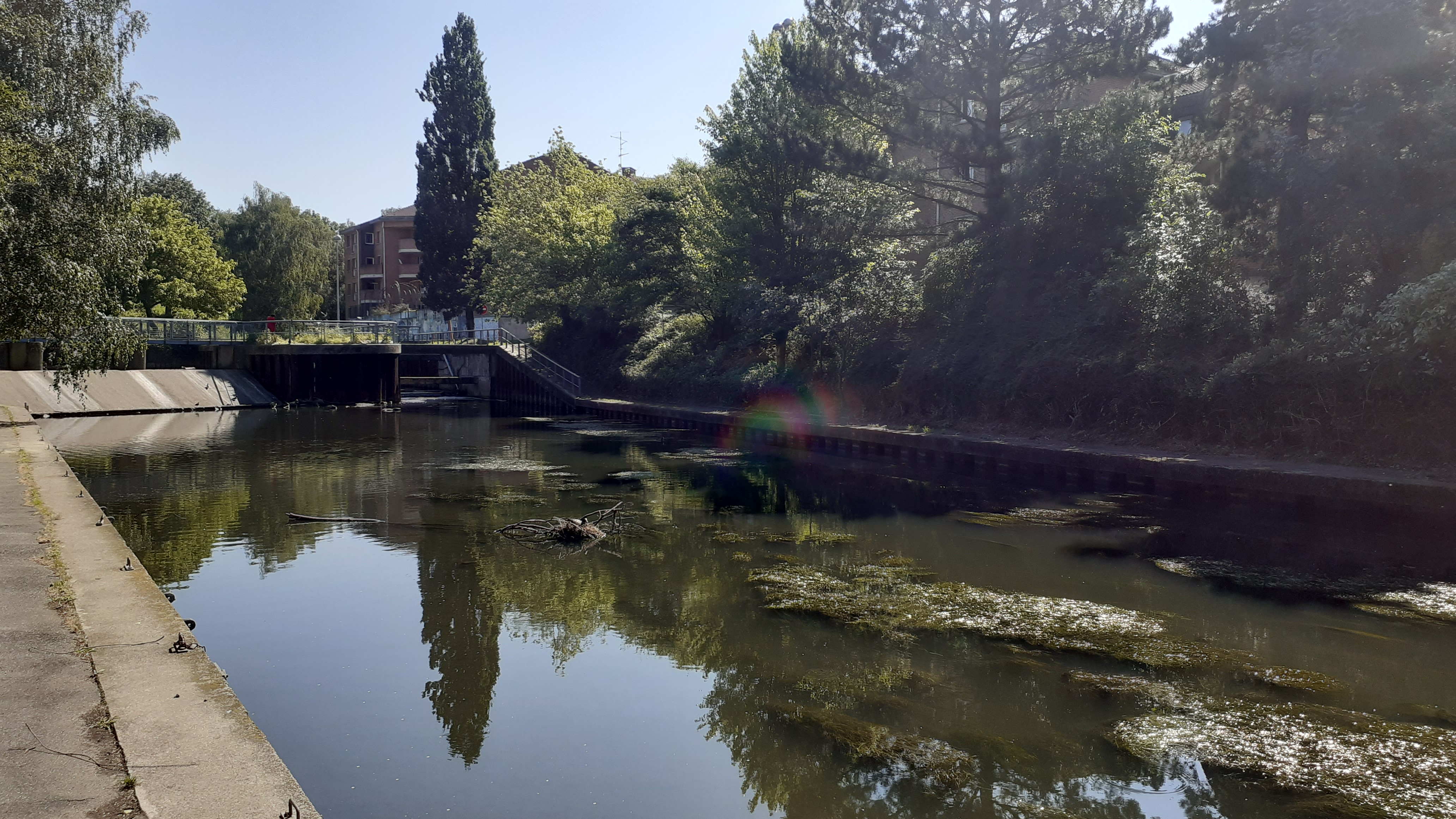
Écluse de l'embranchement de Croix au port du Dragon avec les embranchements vers Croix et Villeneuve d'Ascq.
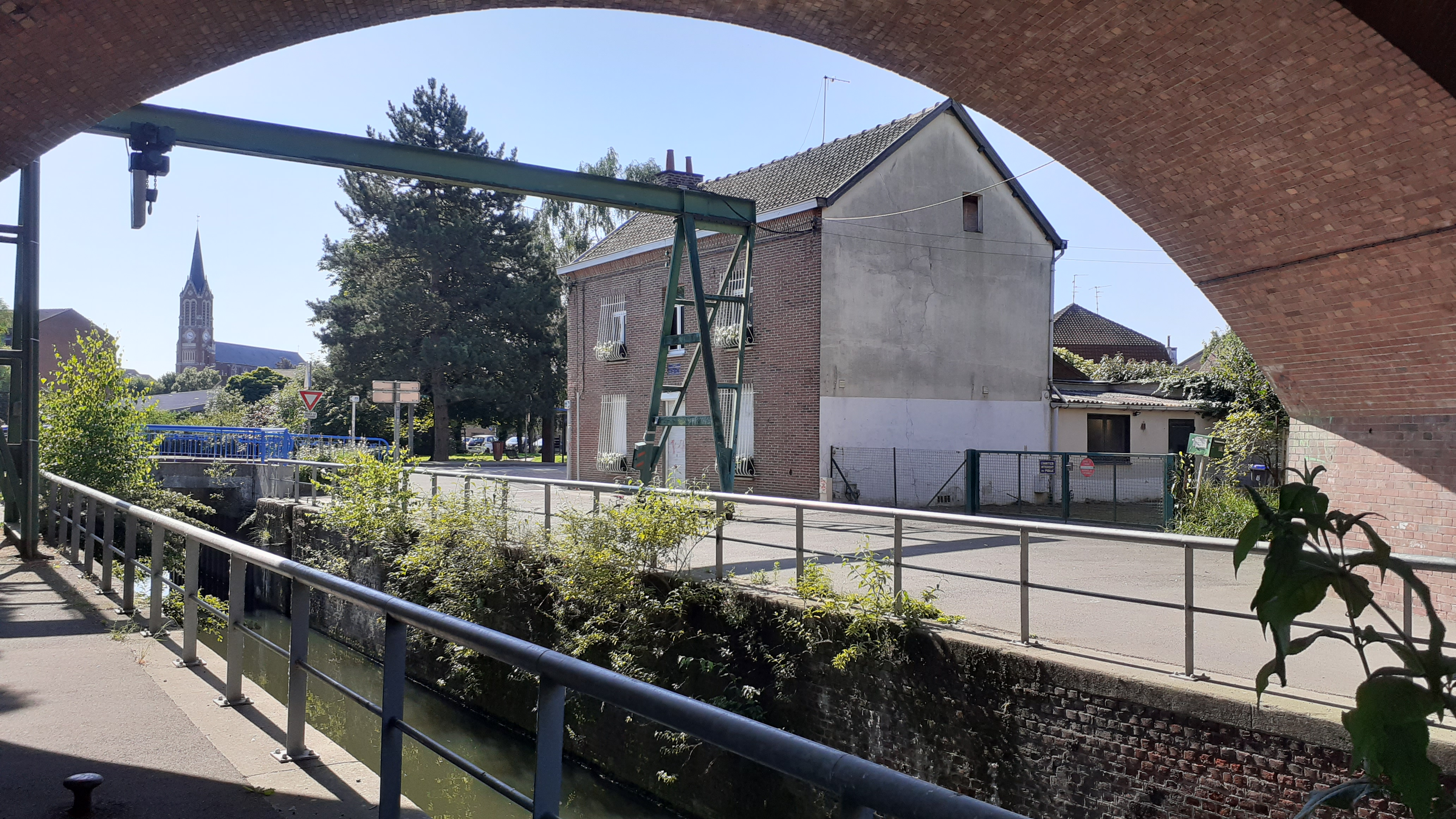
Écluse numéro 3bis de Wasquehal et l'ancienne maison éclusière.
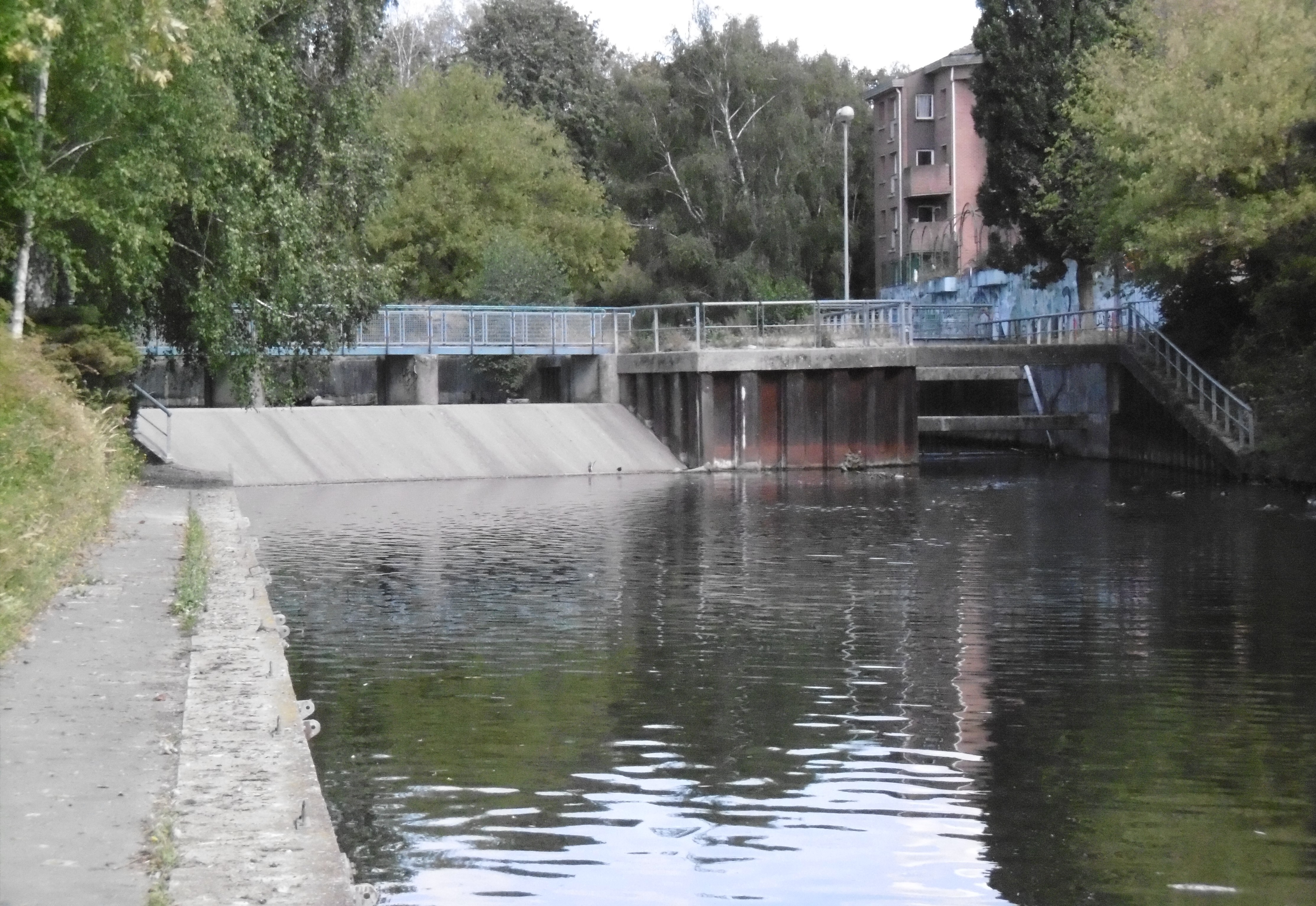
Écluse de l'embranchement de Croix au port du Dragon avec les embranchements vers Croix et Villeneuve d'Ascq.
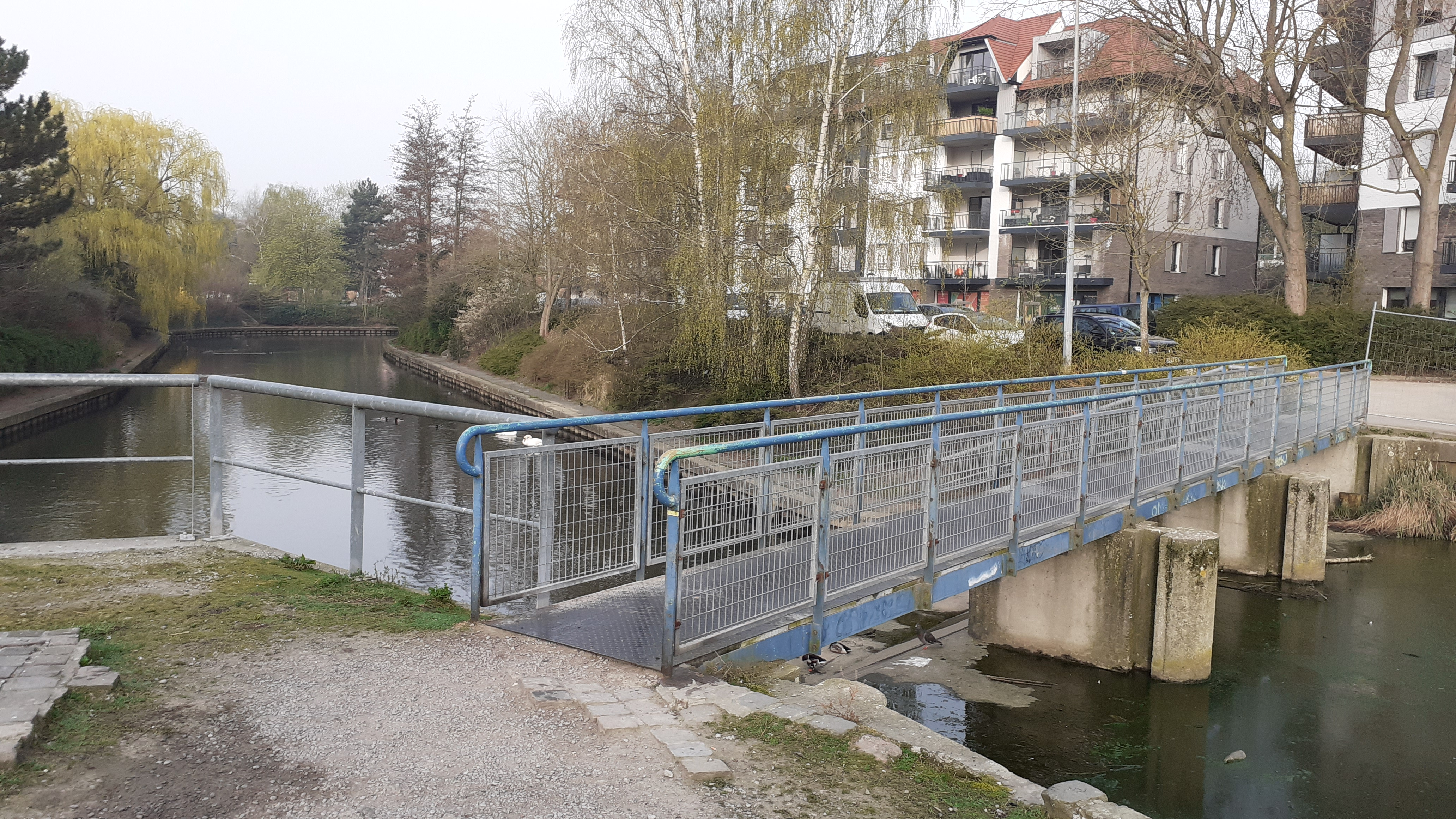
Écluse de l'embranchement de Croix au port du Dragon avec les embranchements vers Croix et Villeneuve d'Ascq

## Ponts du canal de Roubaix
32 ponts ou passerelles enjambent le canal dont 6 ponts levant.

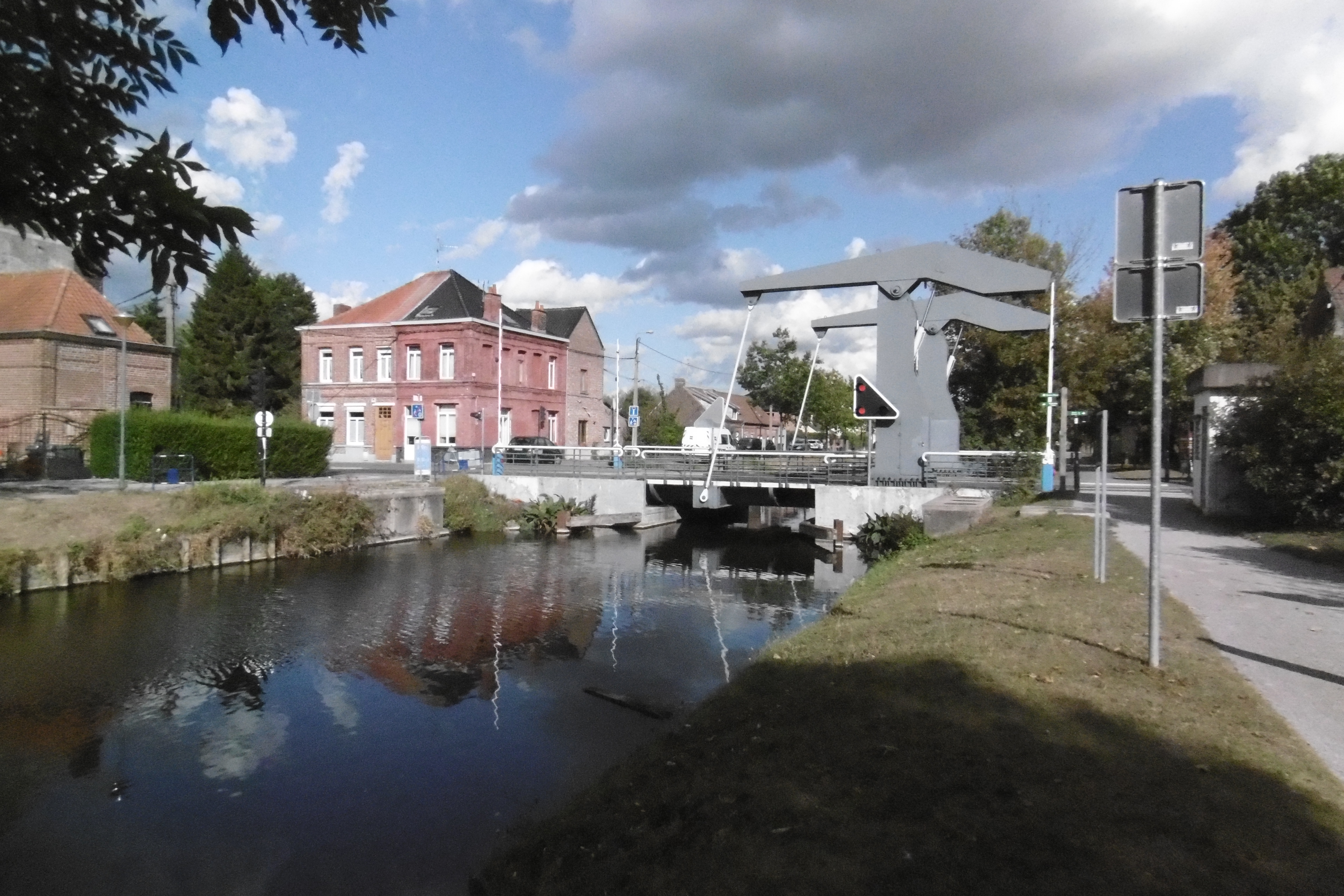
Pont levant du Grimonpont à Leers.
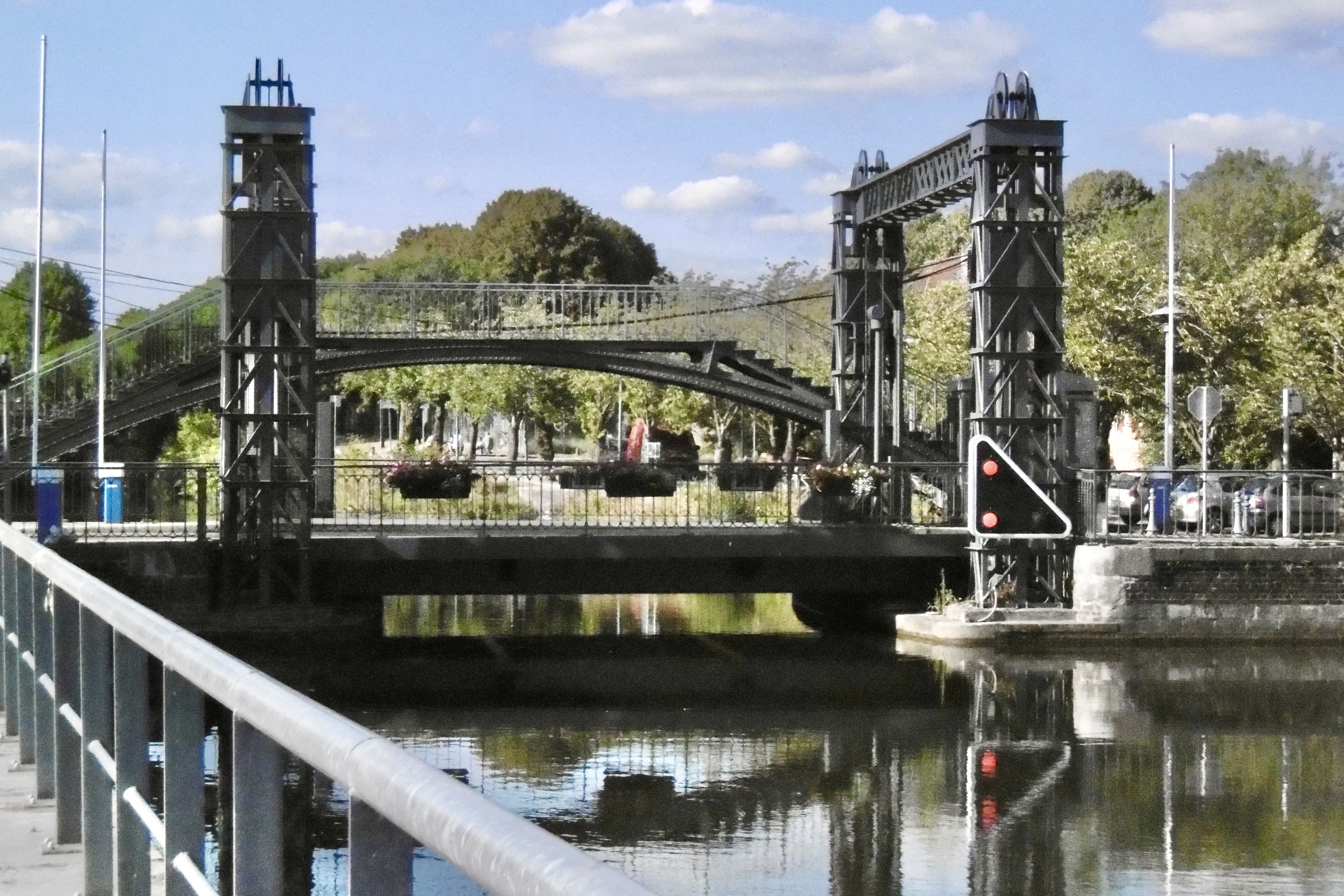
Pont levant Émile Duhamel et sa passerelle à Roubaix.
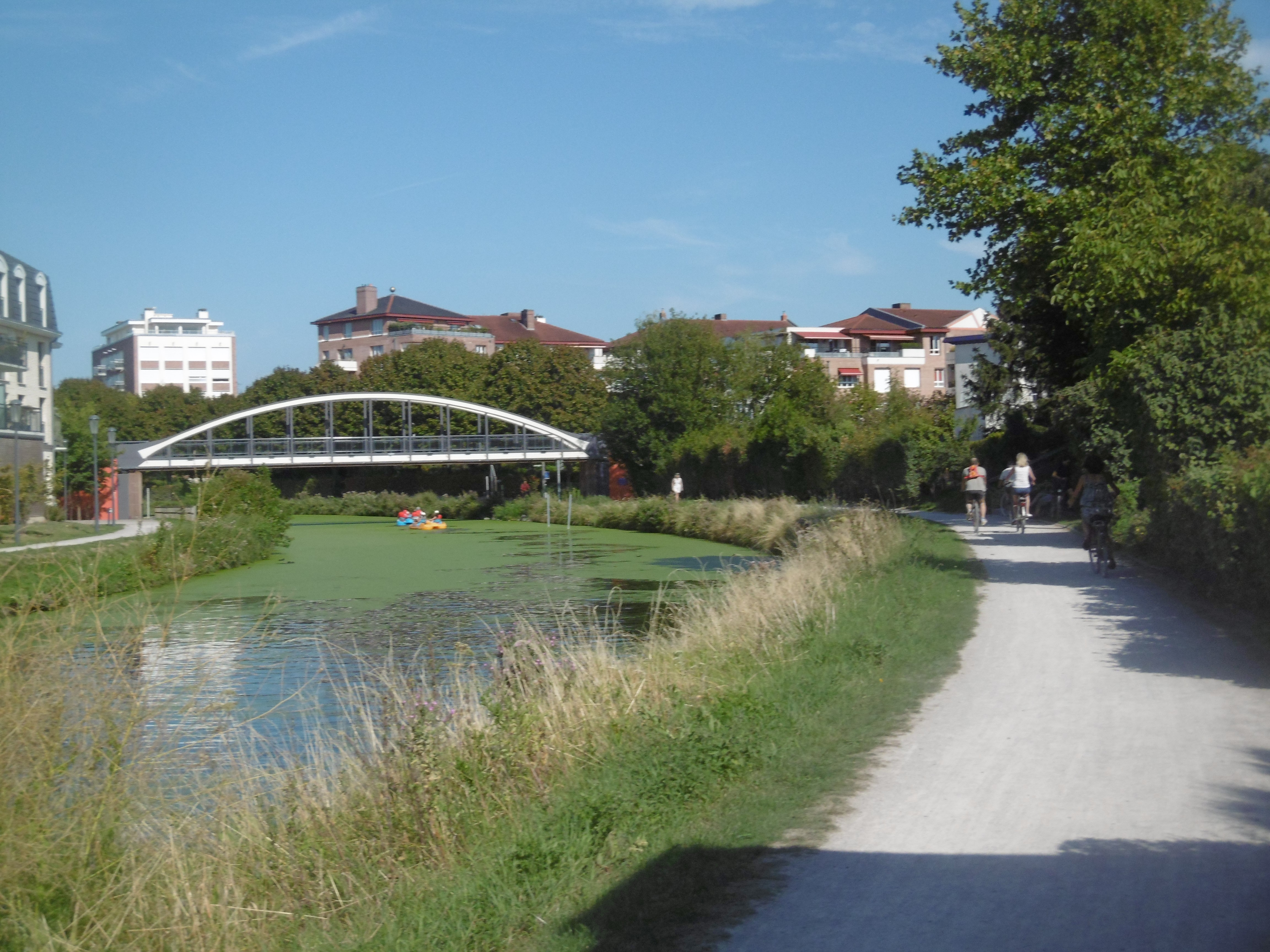
Pont sur le canal de Roubaix à Marcq-en-Barœul
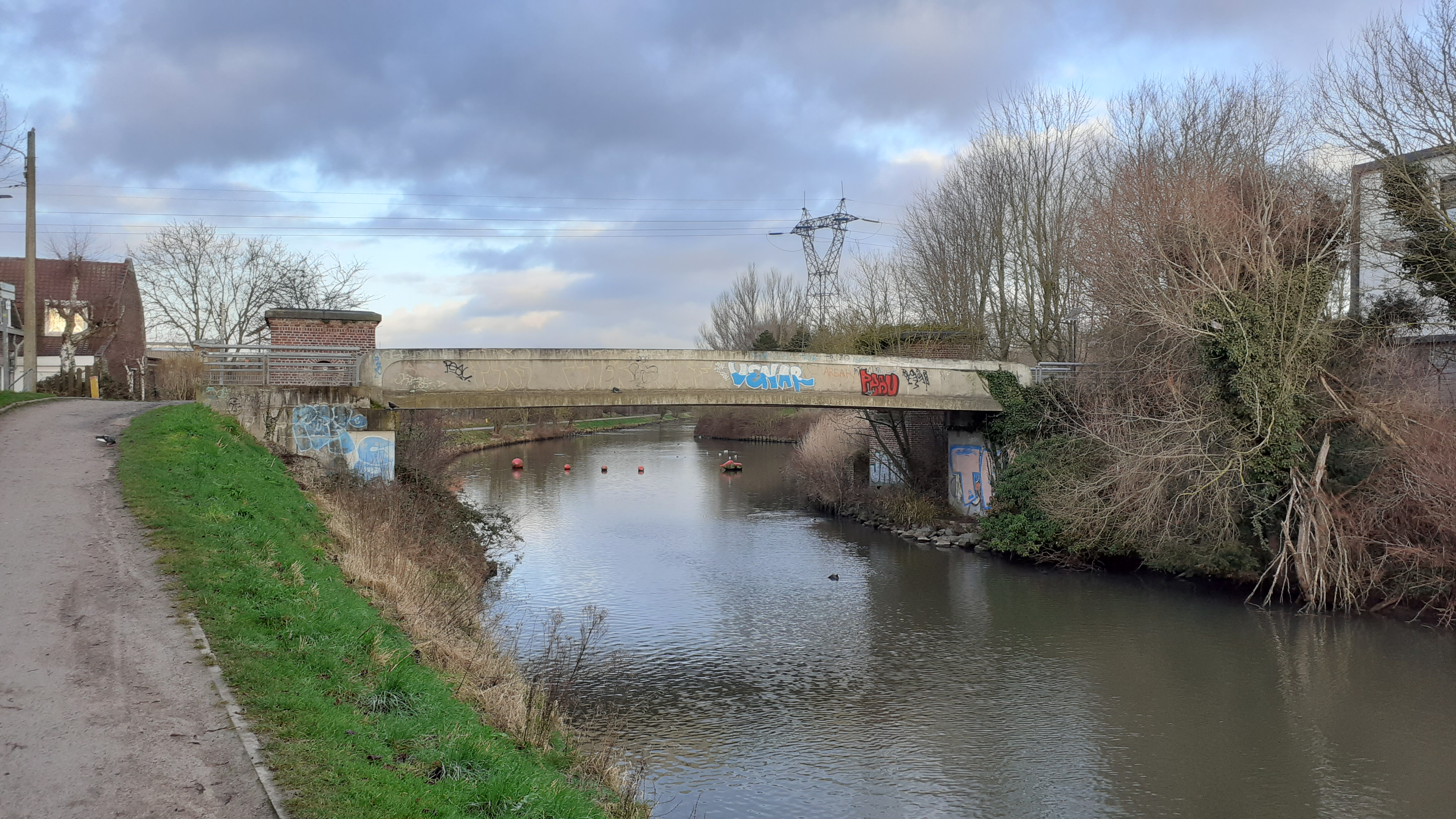
Passerelle de la Marque à Wasquehal.
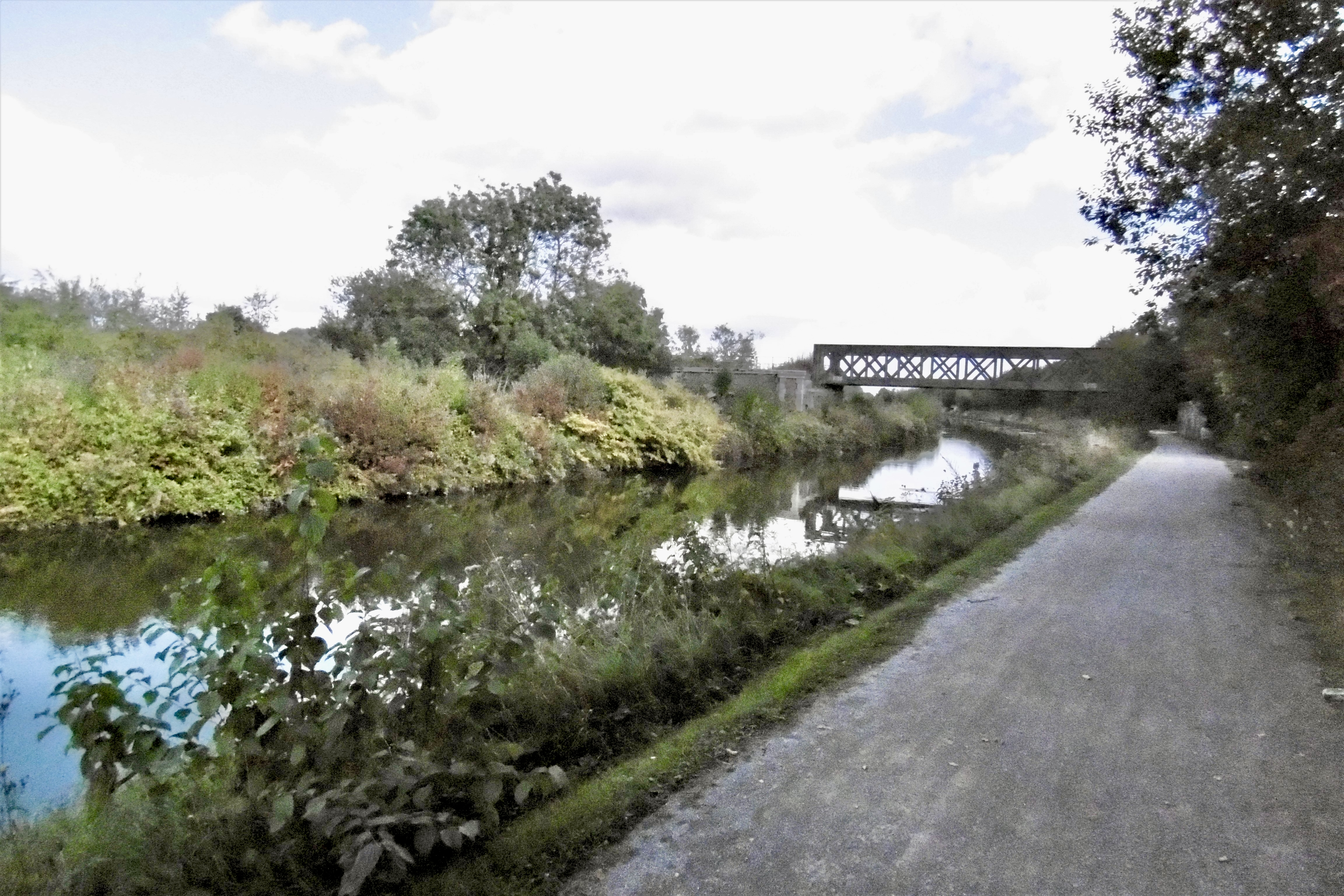
Pont de la ligne de Roubaix - Wattrelos à Wattrelos près du Sartel (Wattrelos)

## Faune et flore

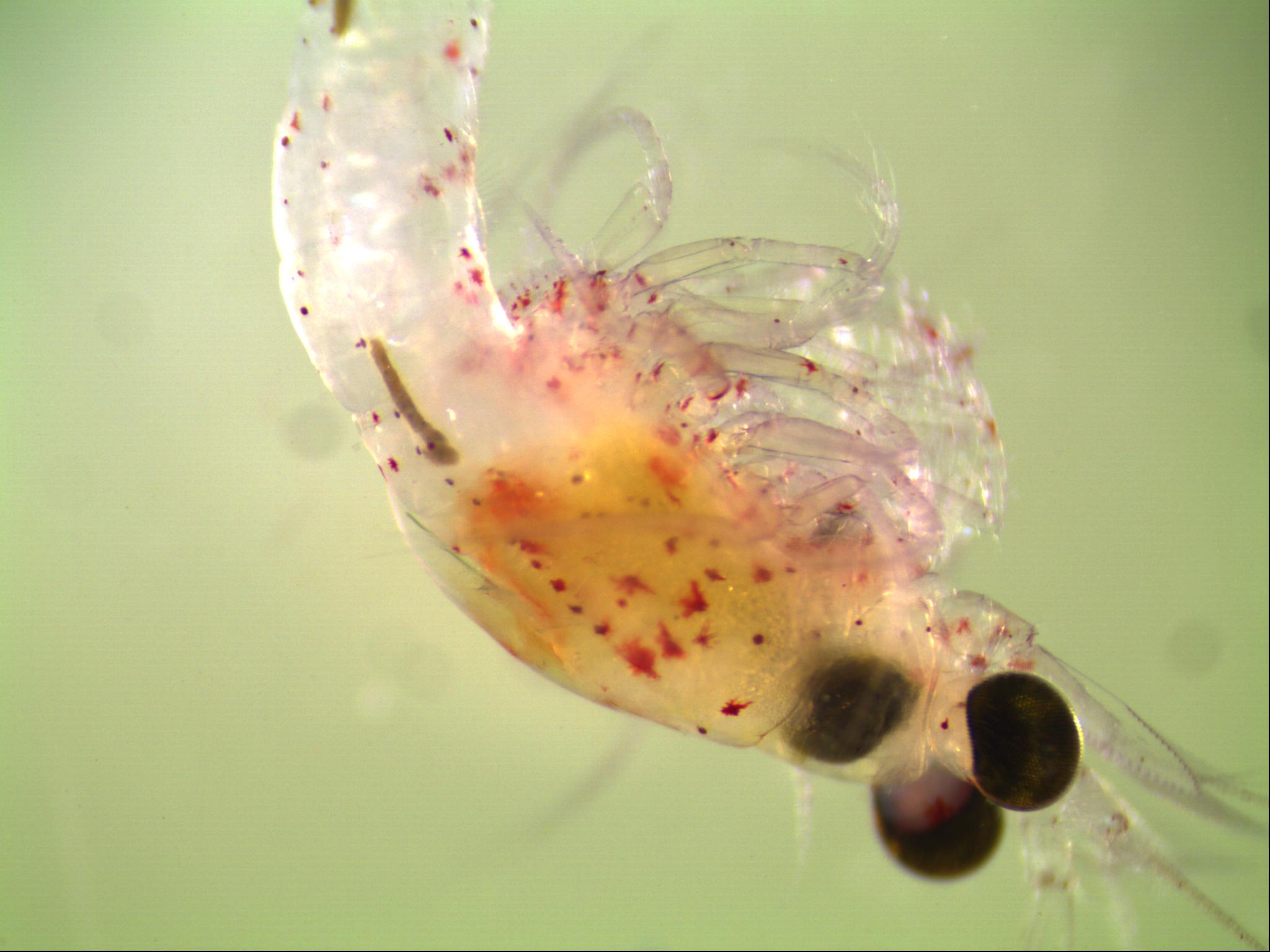
Crevette d'eau douce du canal de Roubaix.

Dans les années 1880, les teinturiers qui contaminent le canal ont du construire des bassins et épurer leurs eaux résiduaires. En 1888, le canal est contaminé au niveau de la branche de Croix par les teintureries installées sur le bord du canal. Les égouts des villes de Croix et de Flers (actuel quartier du Sart à Villeneuve-d'Ascq) se déversent dans le bras mort de la branche de Croix. Le noir Ruisseau qui relie la marque rivière et le canal de Roubaix, entre Wasquehal et Flers est pollué par les industries tel que Hannart. Il est préconisé en 1888, pour la branche de Croix, d'agrandir la Petite Marque et de créer un barrage à Wasquehal.
Le canal a connu un pic de pollution de métaux lourds, à la suite d'une contamination provenant du canal de la Deûle au début des années 1970 (dans les années 1960, le canal de la Deûle est une des rivières les plus polluées du monde). Cette pollution a diminué ensuite, car à partir de 1976, de nouvelles populations de poissons ont été constatées. La baisse de fréquentation du canal a aussi entraîné moins d'éclusées et donc moins de consommation d'eau, ce qui a été bénéfique pour la faune et la flore. La Deûle, comme la Lys, la Scarpe et l'Escaut est victime de pollution chronique importante. La communauté urbaine accuse les entreprises industrielles qui sont implantées. En Effet, à Don, à l'entrée de la communauté urbaine de Lille, chaque litre d'eau de la Deûle contient 39 milligrammes de matières en suspension, et à Deûlémont, c'est-à-dire à la sortie de cette communauté, chaque litre en contient 185 milligrammes. L'industrie est accusée de ne pas entreprendre une action méthodique pour traiter elle-même ses eaux usées.
Dans les années 70, la métropole lilloise a failli se doter d’un vrai poumon vert. En effet, un projet qui devait assouvir le besoin de verdure des habitants tout en préservant la ressource en eau de la métropole lilloise était présenté. Cela devait se concrétiser par la création du Parc de la Deûle mais le projet est enterré dans sa forme initiale. L'OREAM, l'Organisme régional d'étude et d'aménagement d'aire métropolitaine, avait imaginé la création d'un espace vert, qui relierait Lille-Roubaix-Tourcoing, au bassin minier. Le Parc de la Deûle s'ébauchera finalement dans les années 1990 mais se concentre uniquement autour de trois communes (Santes, Houplin-Ancoisne et Wavrin), sous la forme d'un syndicat mixte.
Des frayères ont été installées dans les années 2010.
Un rapport de l'Anses de février 2013 précise néanmoins que les poissons prélevés dans la Deûle et le Canal de Roubaix, ont un taux de dioxines, furanes et PCB « non conforme ».

## Aménagements autour du canal actuel

### Voie verte
Les anciens chemins de halage de cette liaison sont aménagés en voie verte d'une longueur de 42,5 km, d'une largeur de 3 m à surface "stabilisée" revêtue de sable de Marquise ou asphaltée sur quelques tronçons, généralement sur une rive, sur les deux rives sur les parties urbaines à Roubaix constituant la « véloroute du canal de Roubaix» reliée à la «véloroute de la Deûle» qui est un élément de l'Eurovéloroute 5. Les rives de l'embranchement de Croix et du canal de Tourcoing ont également  été aménagées pour les cyclistes et les piétons. Cette véloroute en grande majorité en site propre comporte de courts tronçons sur voies ouvertes à la circulation et la traversée d'un important rond-point à Roubaix. Ces voies d'eau réaménagées constituent une coulée verte dans un environnement urbain comprenant une grande partie de parcours arborés. La véloroute traverse également des friches industrielles en cours de requalification, notamment l'écoquartier de l'Union à Roubaix et le site PCUK à Wattrelos.
Plans de la véloroute du canal de Roubaix

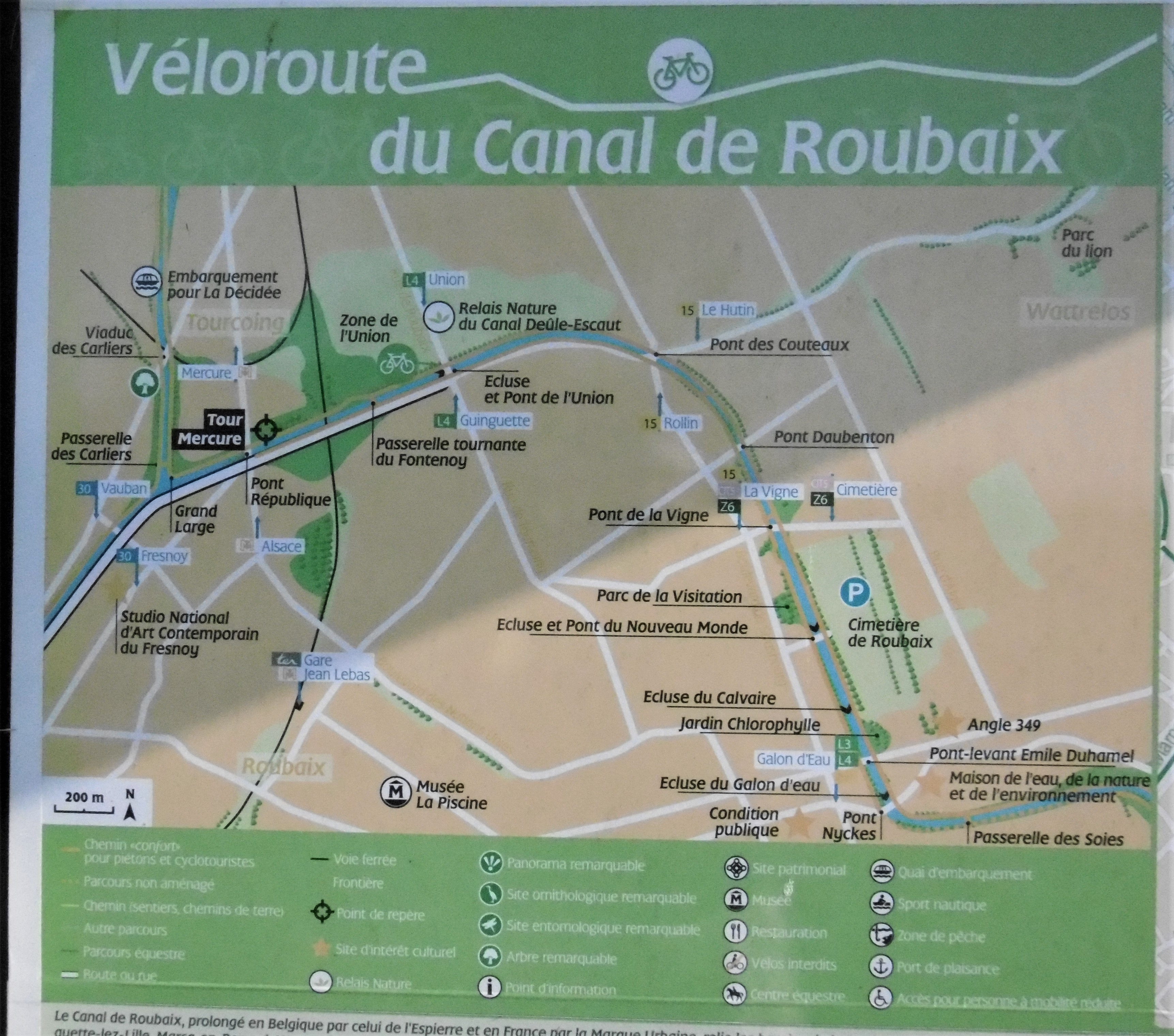
De Roubaix à Tourcoing.
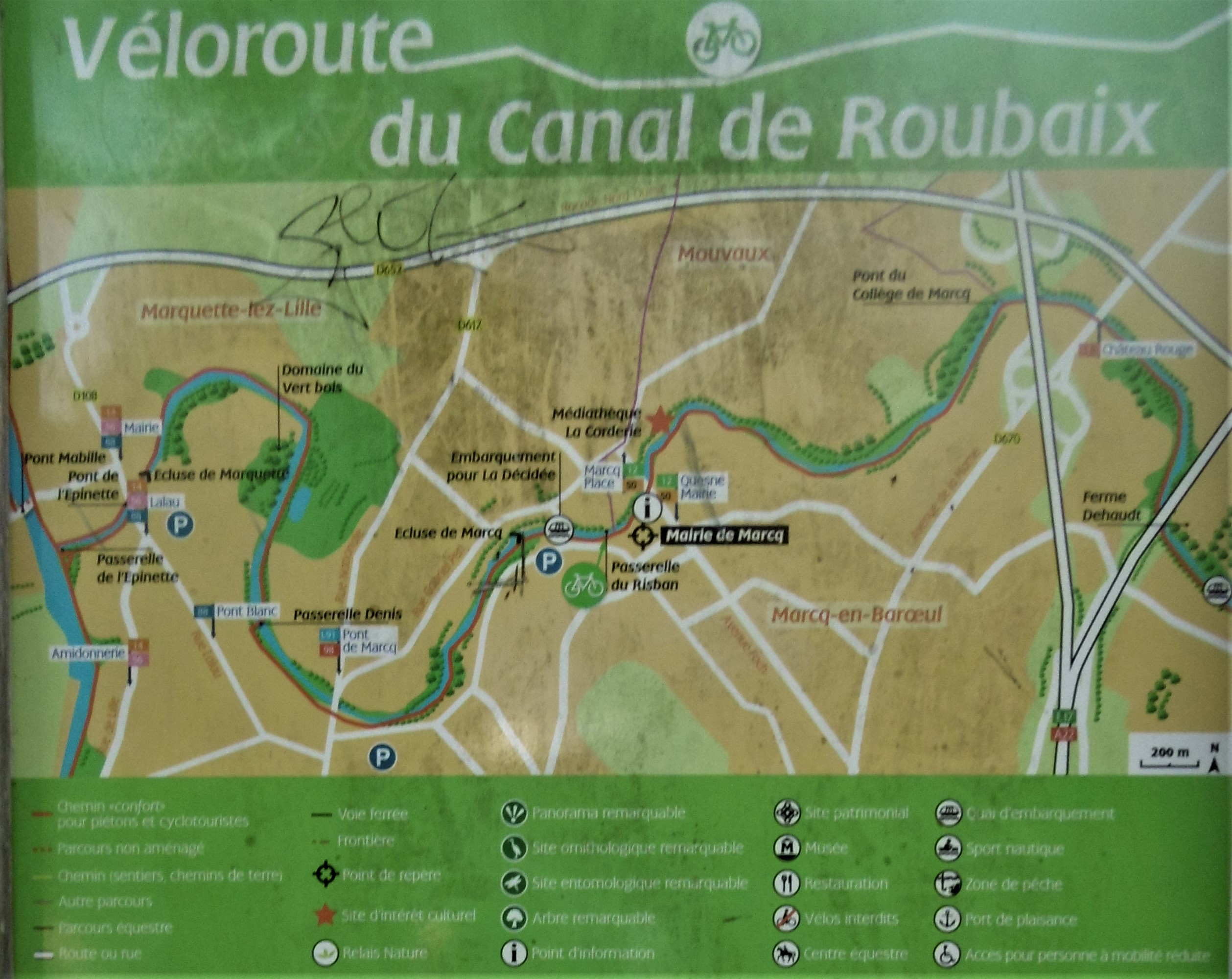
De Wasquehal à Marquette-lez-Lille.
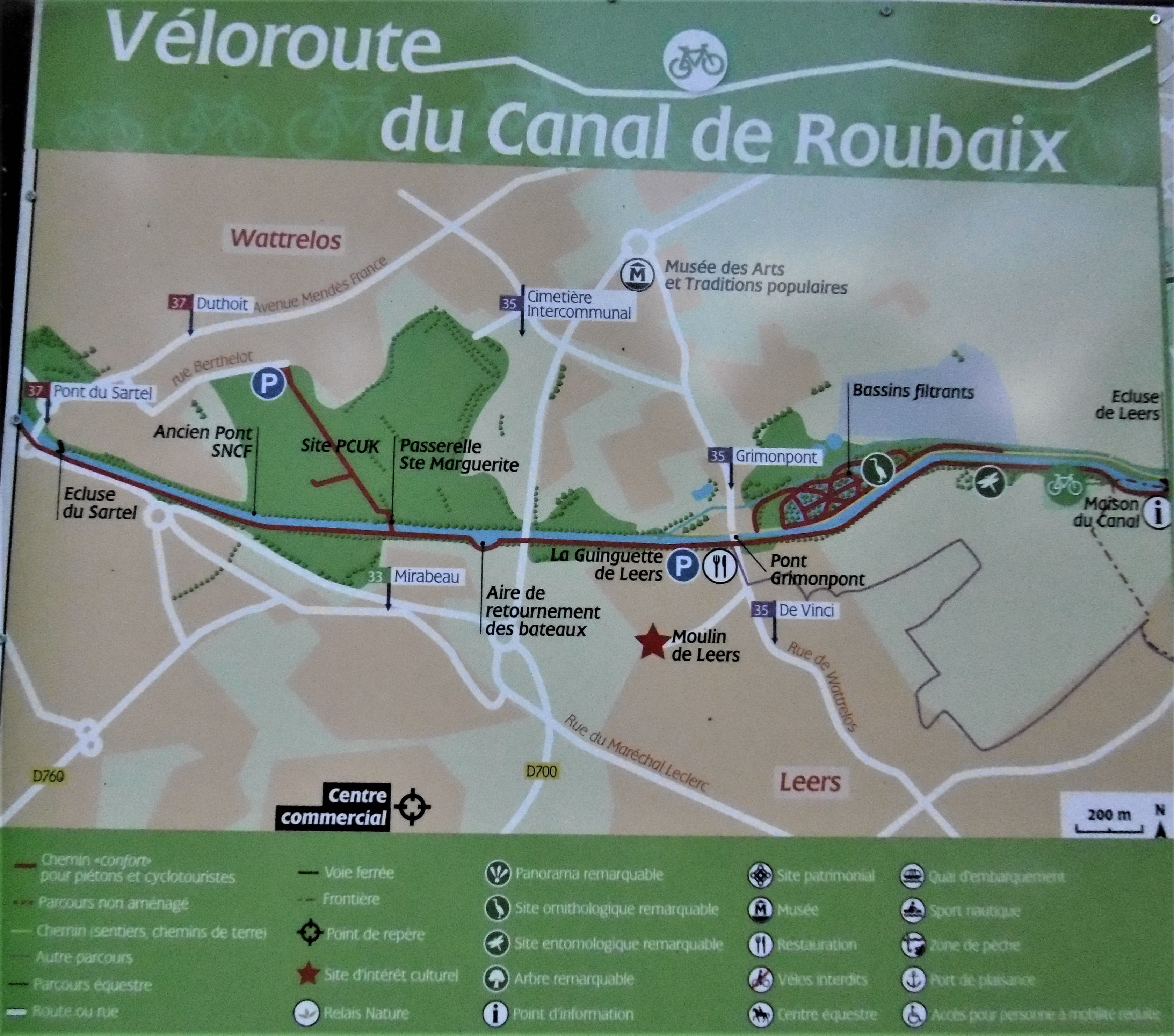
De Roubaix à Wattrelos.

### Commerces et habitations
Les aménagements des berges permettent la réhabilitation des anciennes maisons éclusières comme celle du Cottighy à Wasquehal qui est transformée en Goguette , celle du Plomeux, devenue une habitation et celle du Triest devenue le siège de l'association Kayak Wasquehal Club. Ces zones aménagées permettent aussi, l’installation de parcours santé.

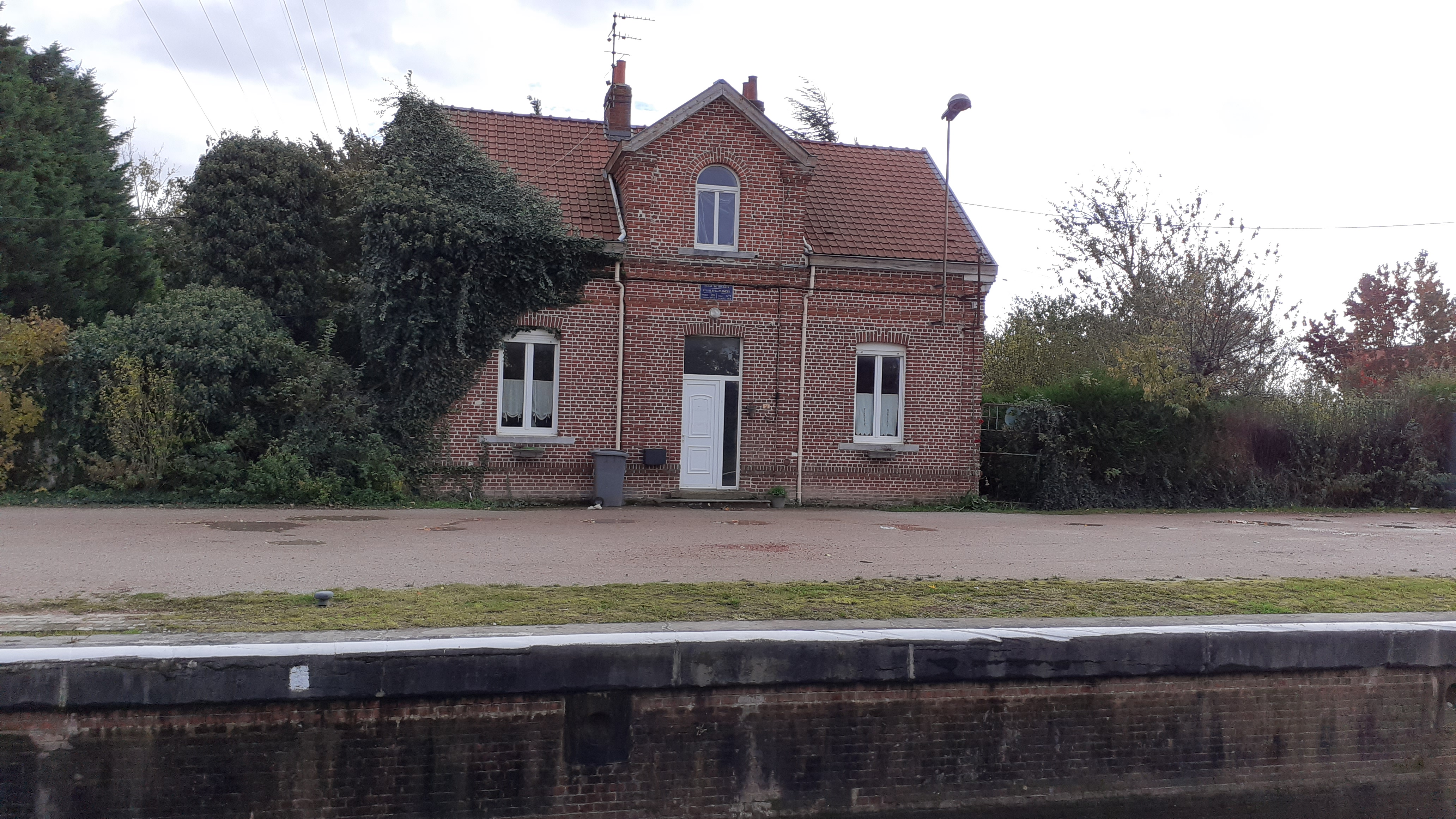
Ancienne maison éclusiere du Plomeux à Wasquehal.
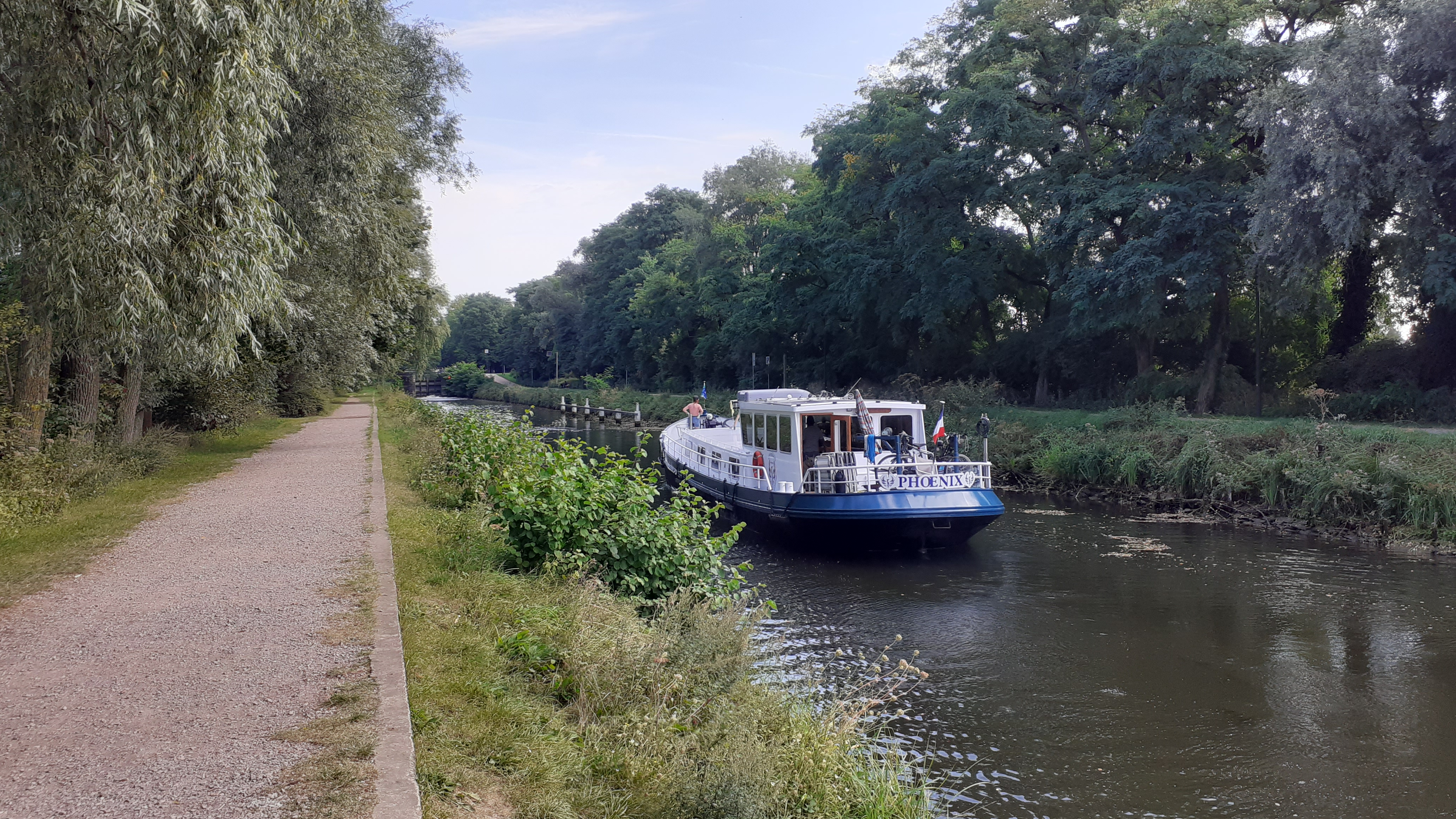
Passage de péniche à l'écluse du Plomeux à Wasquehal.
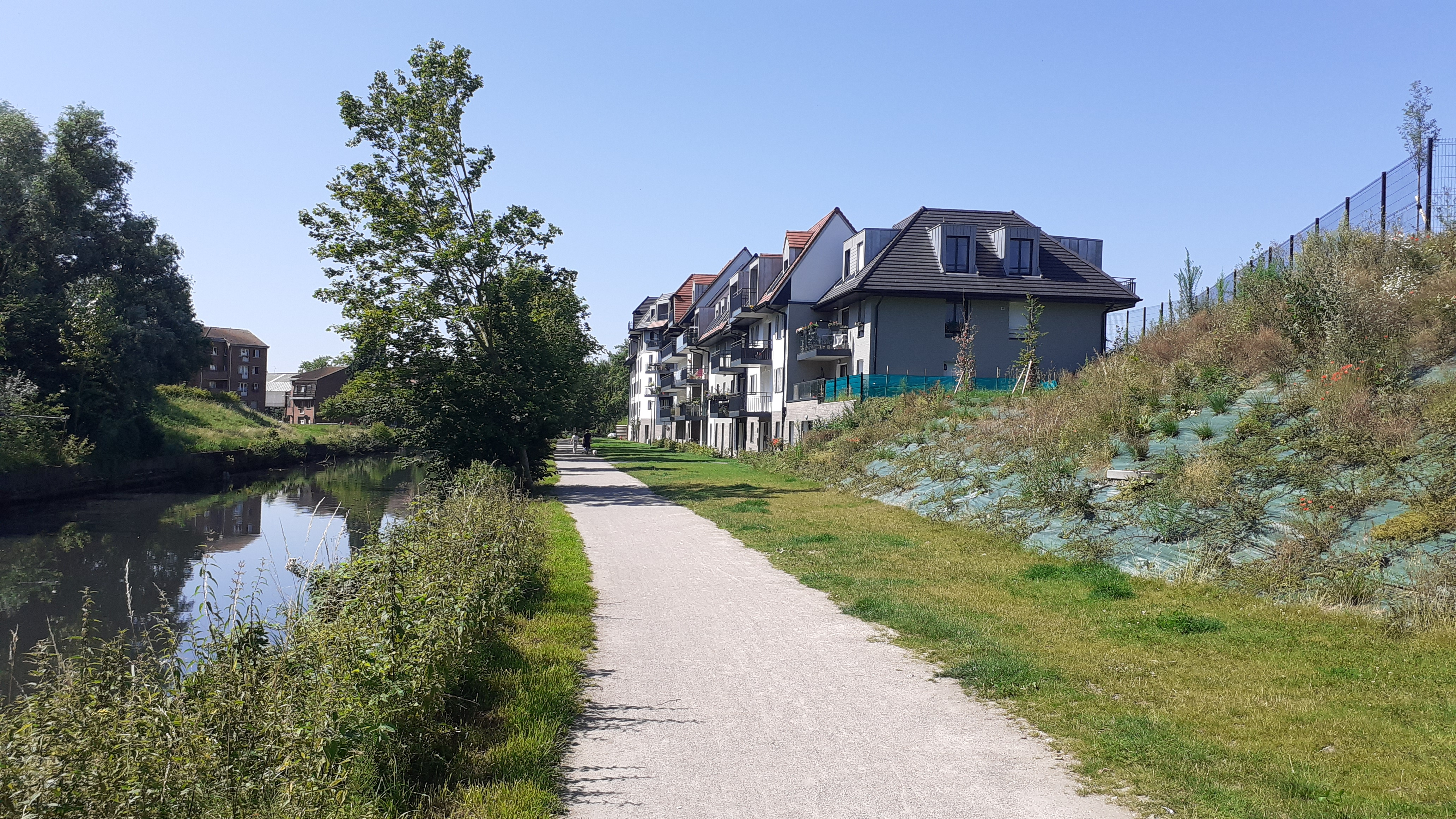
Appartements sur les berges à Wasquehal.
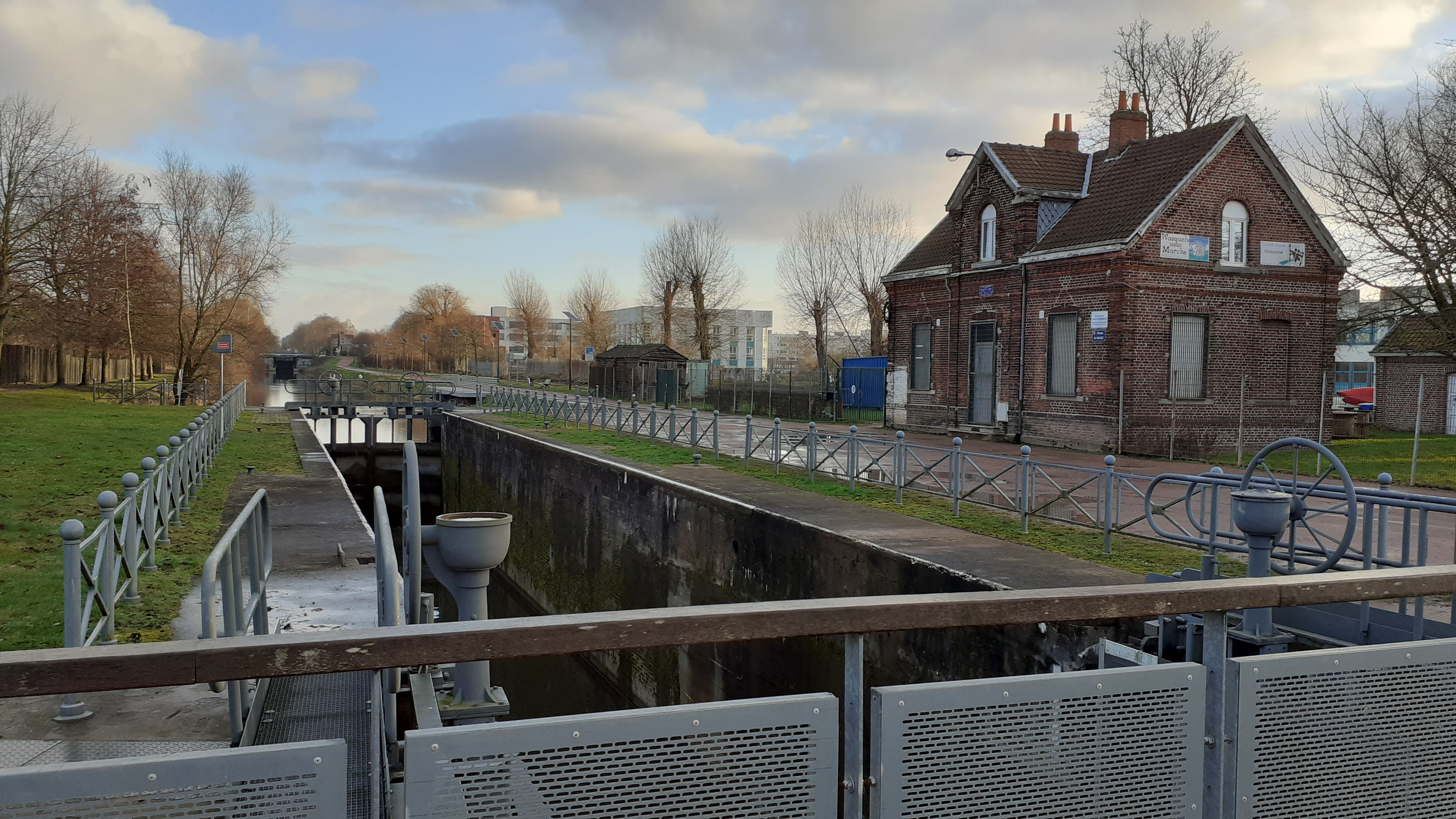
Ancienne maison éclusière du Triest à Wasquehal.
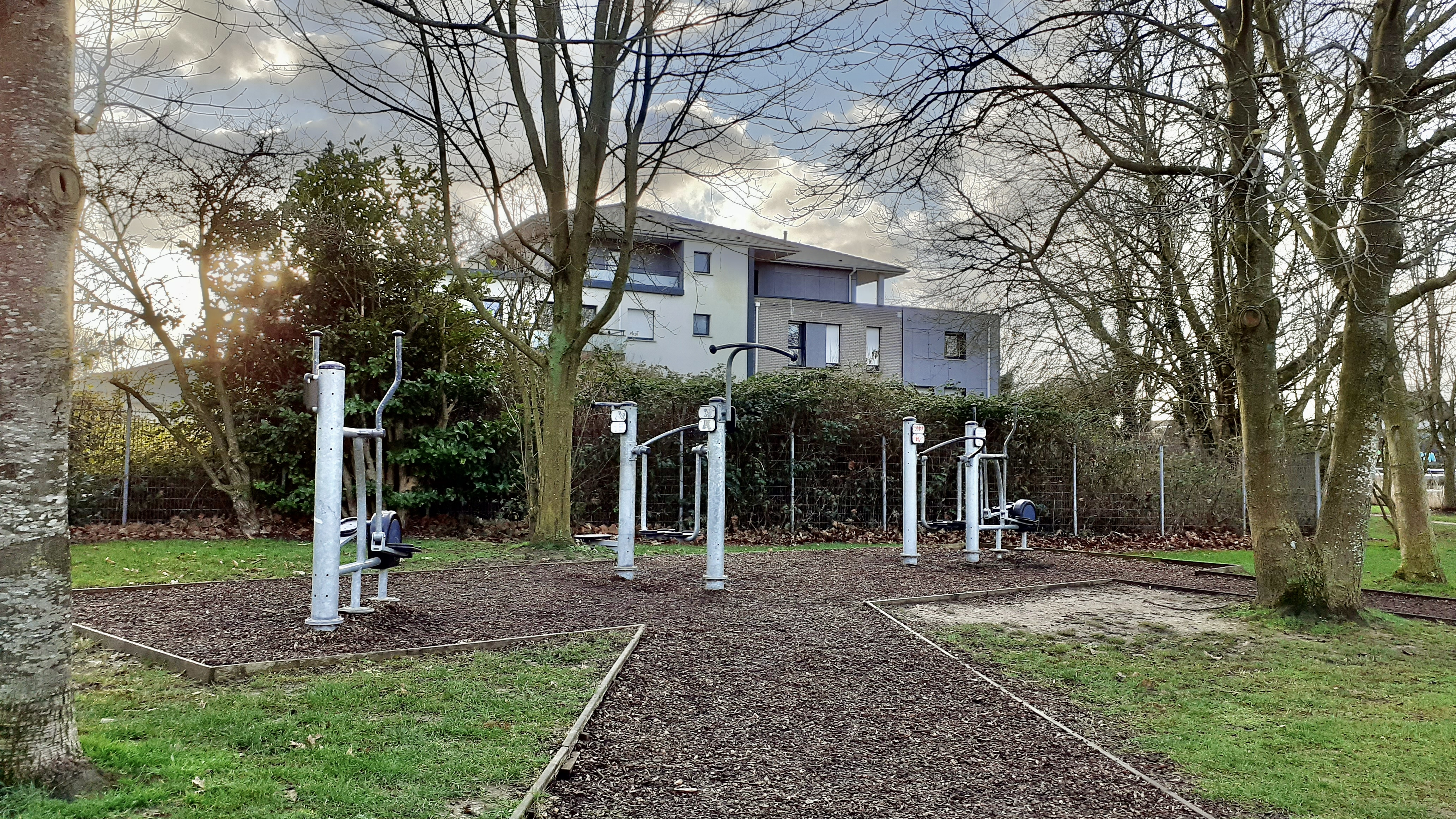
Parcours santé sur les berges du canal de Roubaix à Wasquehal.

### Vestiges et friches industrielles
De nombreuses friches et vestiges se trouvent sur les berges du Canal de Roubaix comme des anciennes usines ou des ponts de chemins de fer.

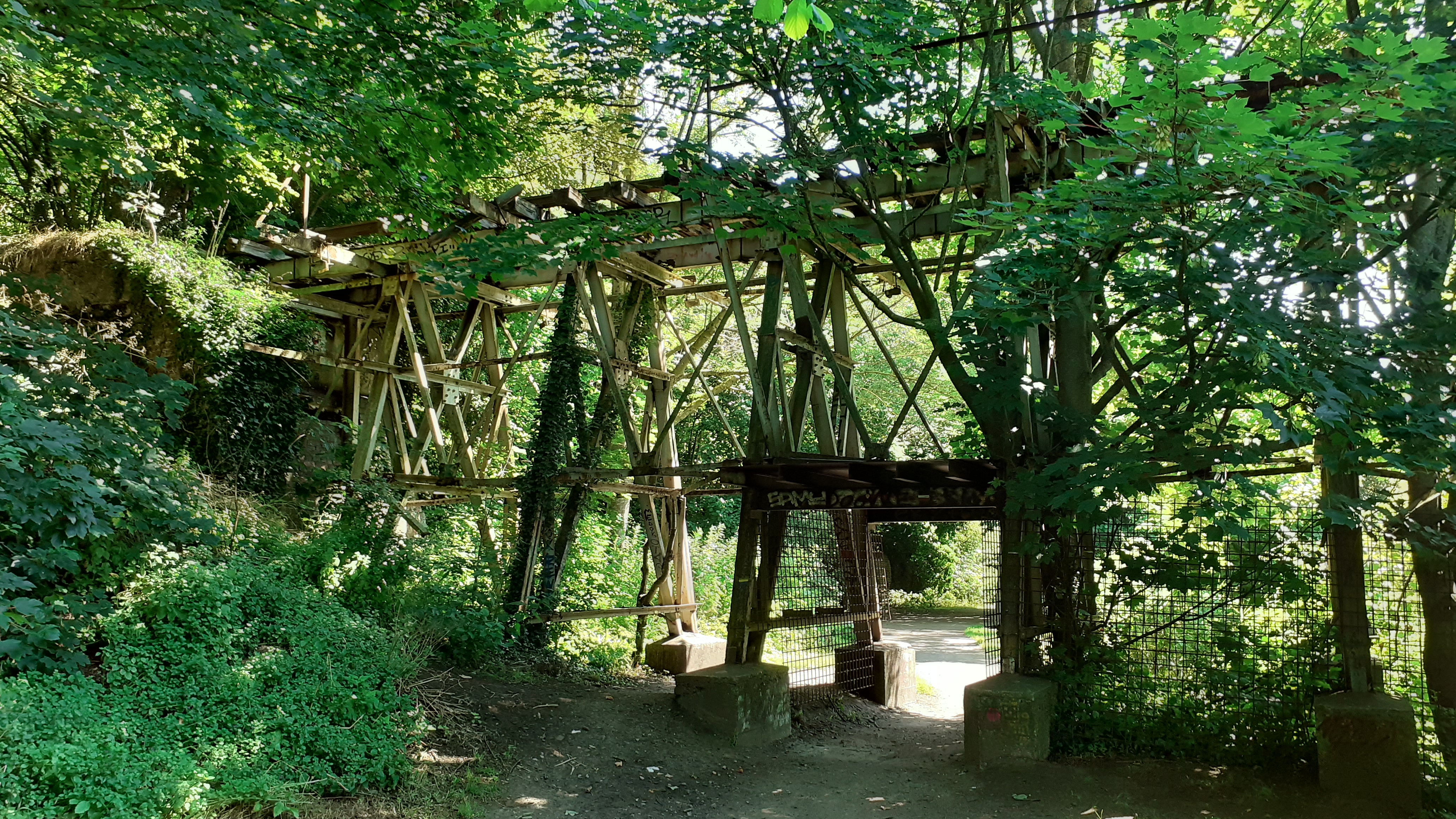
Chemin de fer abandonné sur les berges à Wasquehal.
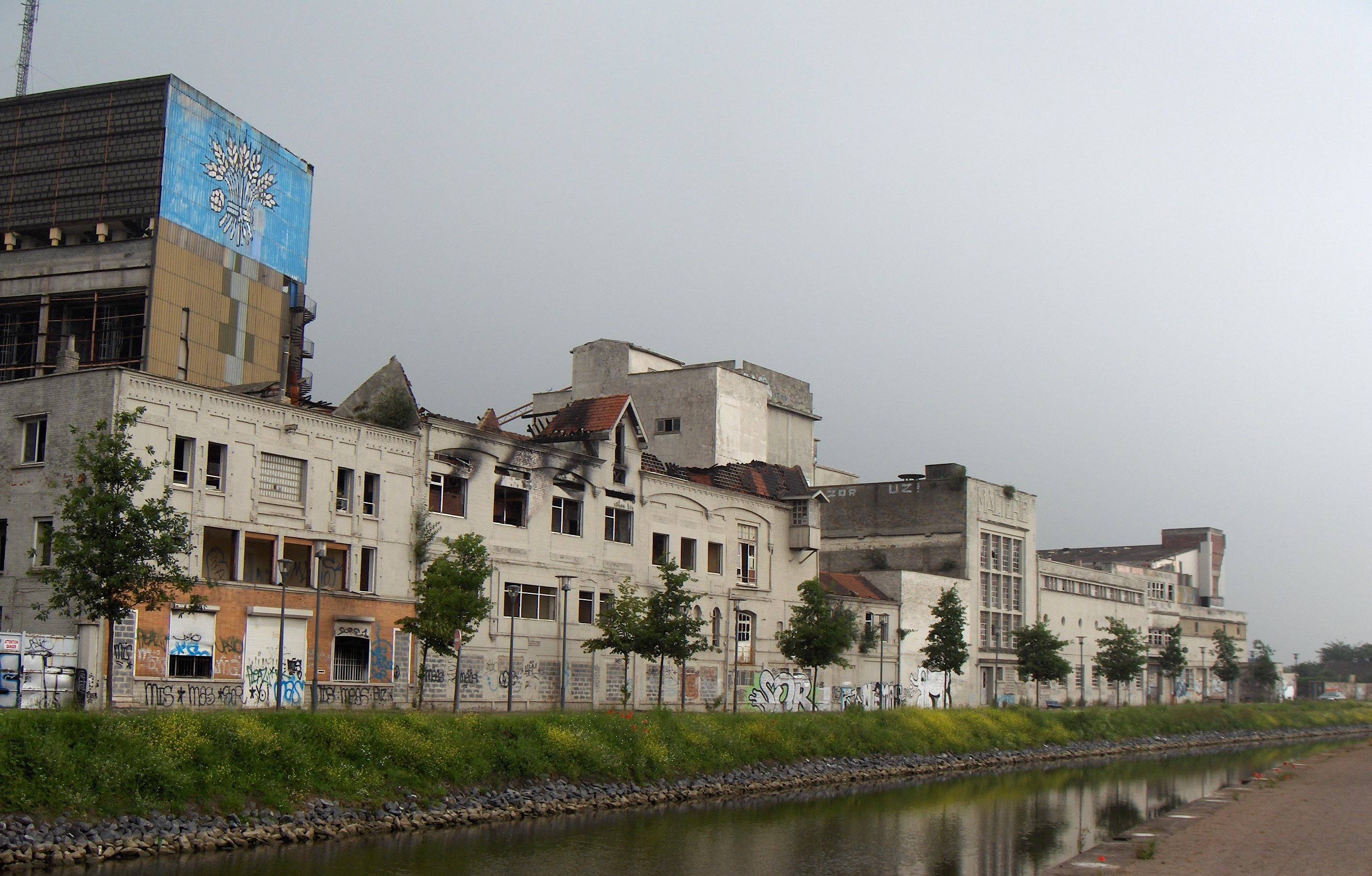
Ancienne Brasserie Terken dans le quartier de l'Union.
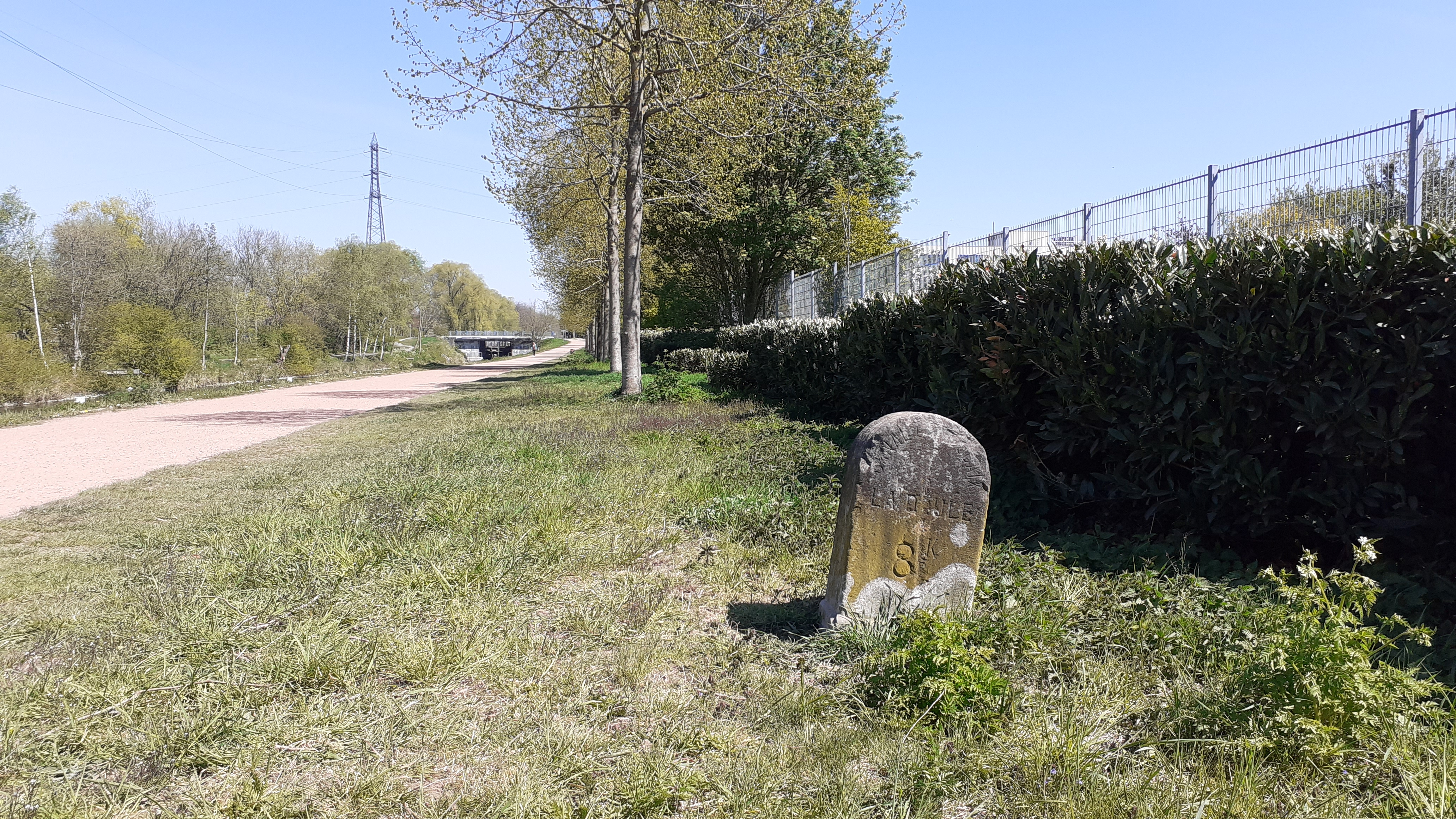
Borne kilométrique de l'écluse du Triest à Wasquehal.
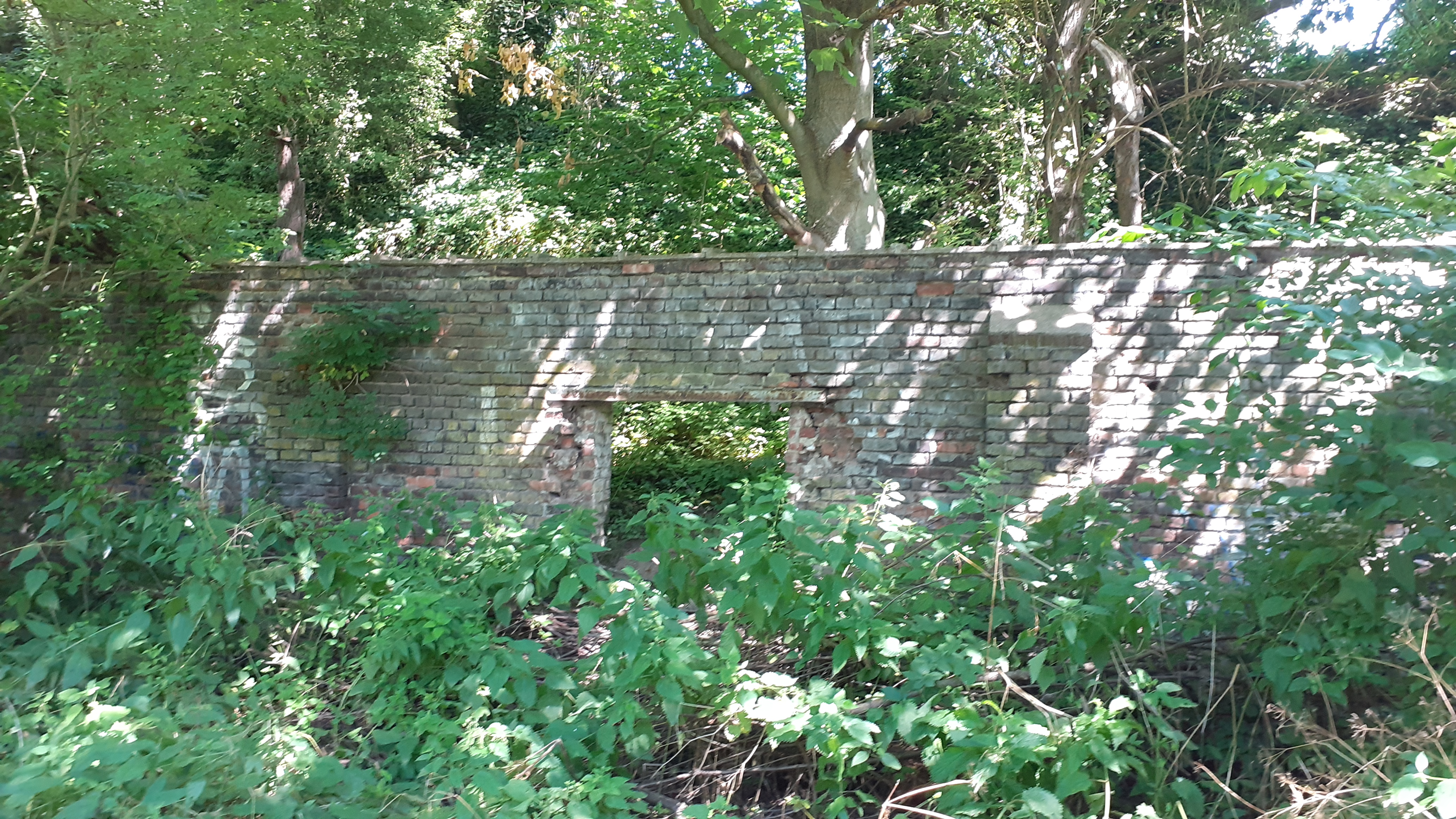
Mur abandonné d'une ancienne usine.
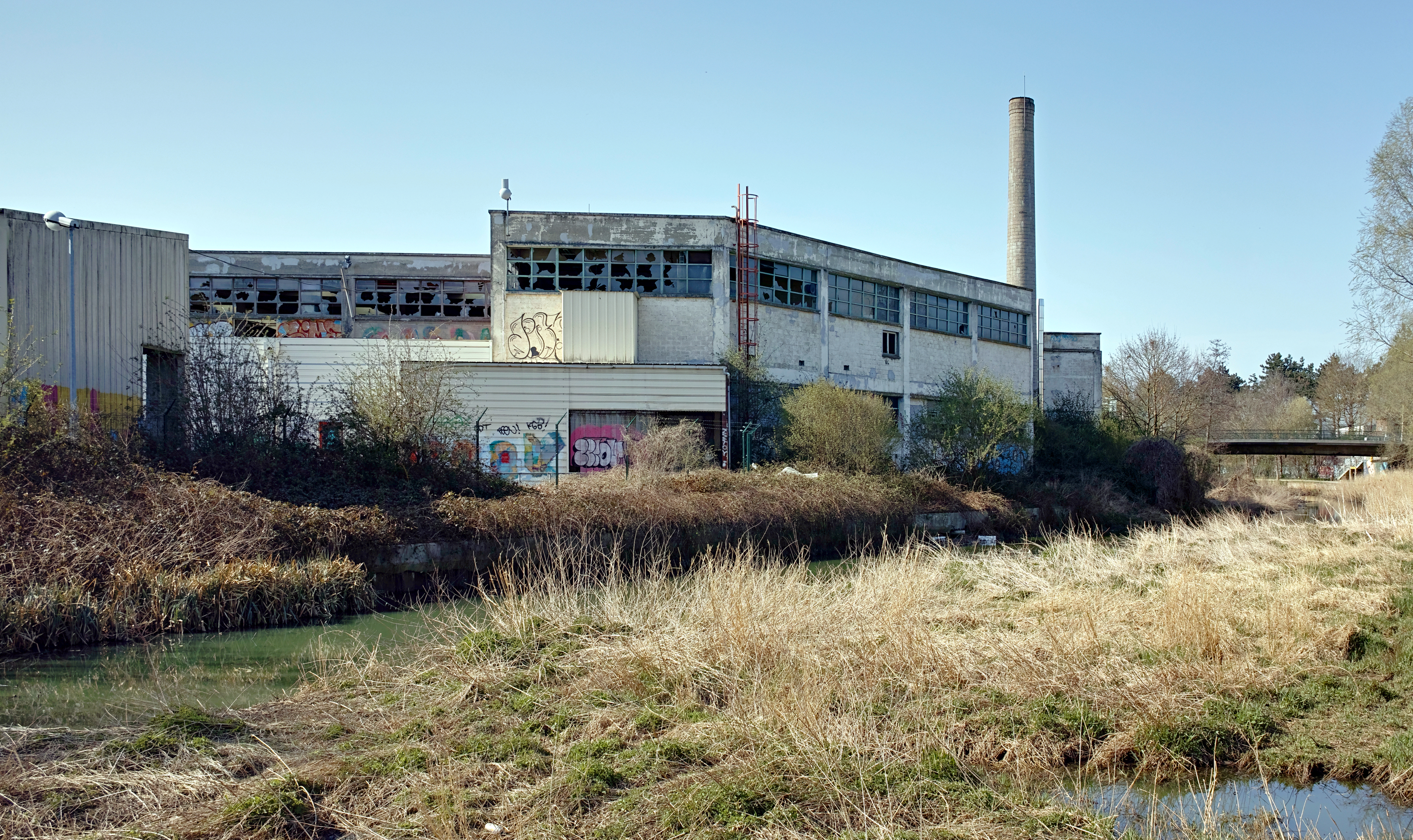
Ancienne ficellerie à Wasquehal.

## Photos anciennes

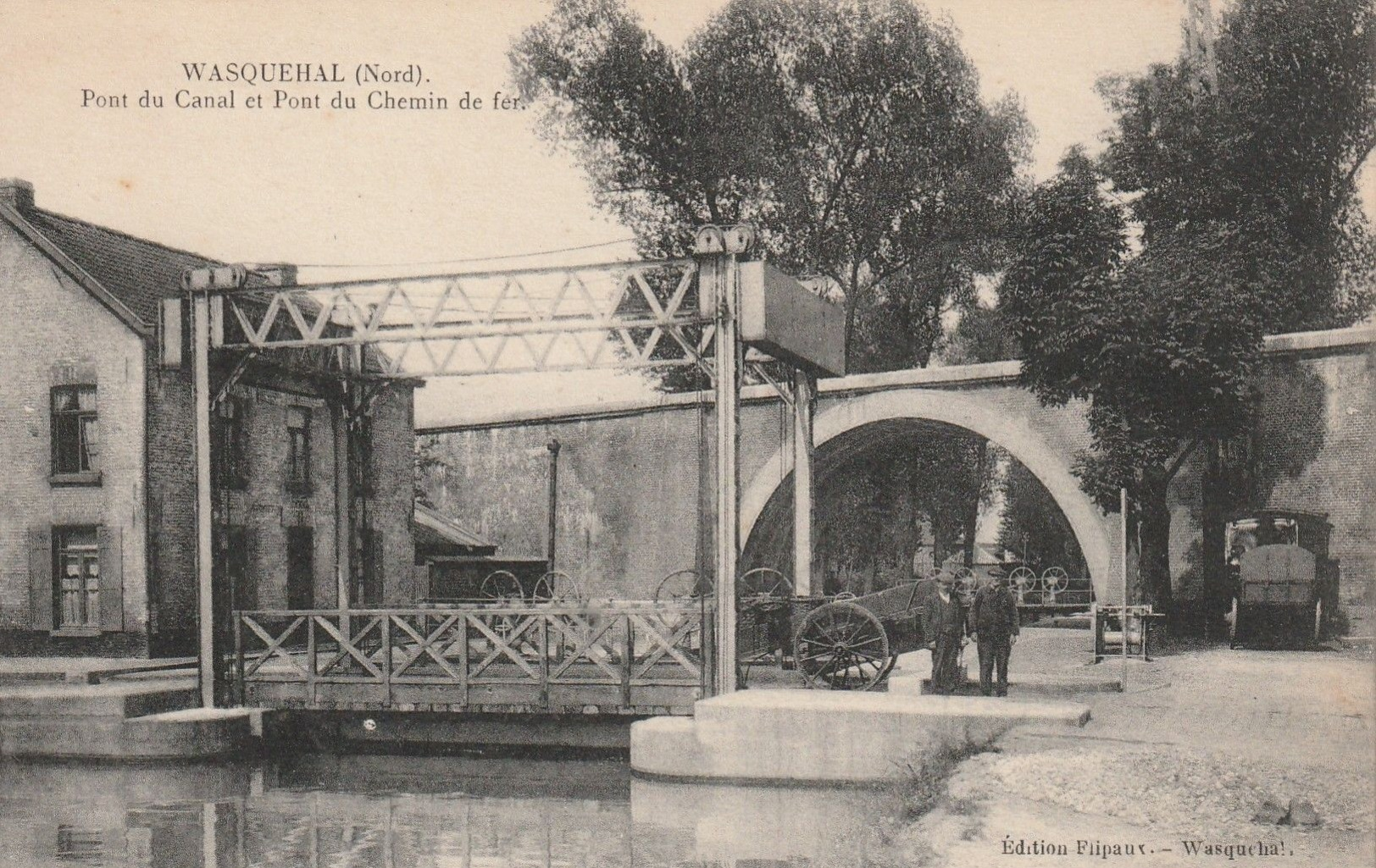
Écluse de Wasquehal au port du Dragon
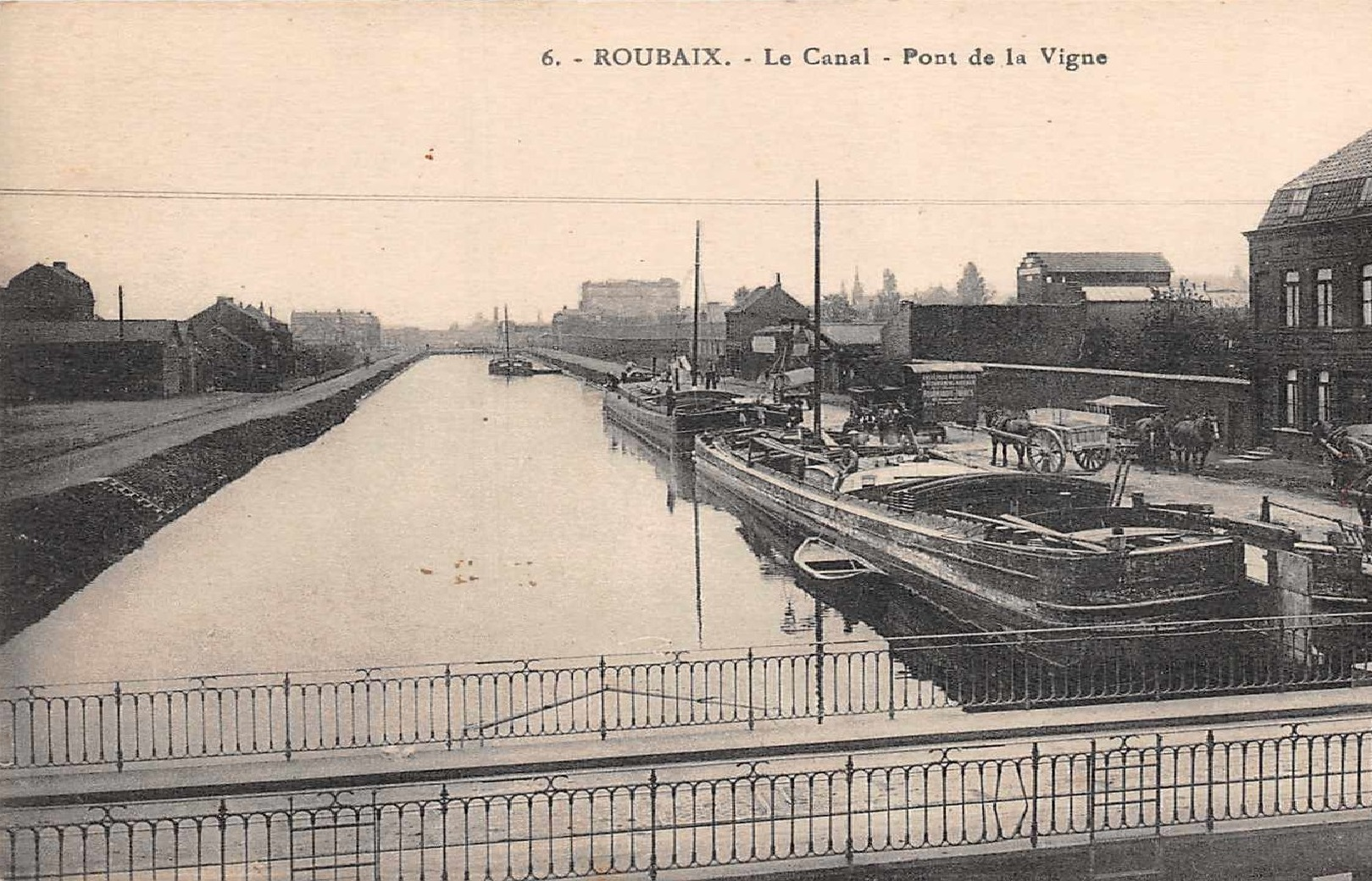
Pont de la Vigne à Roubaix.
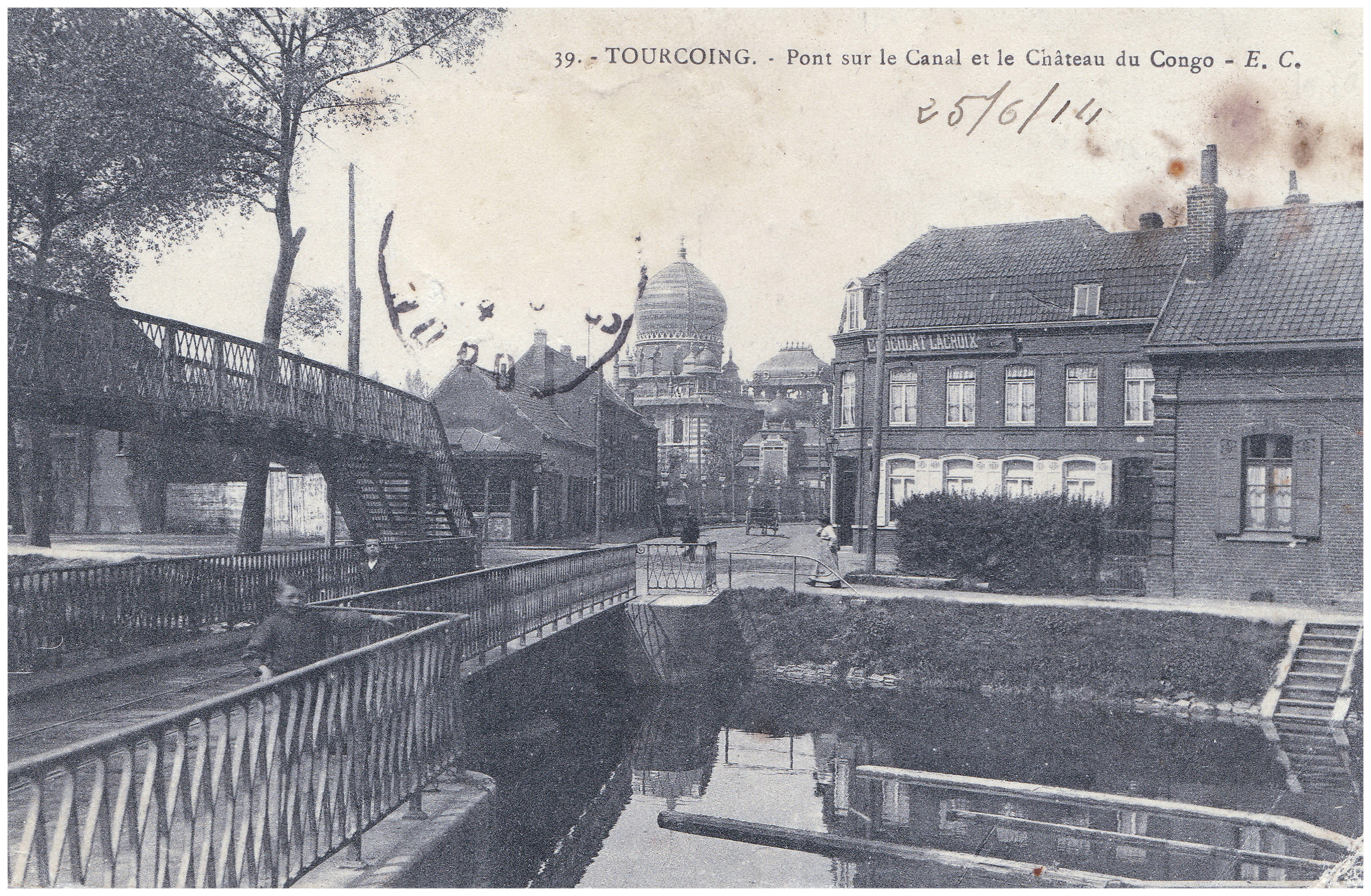
Pont du Blanc-Seau à Tourcoing.
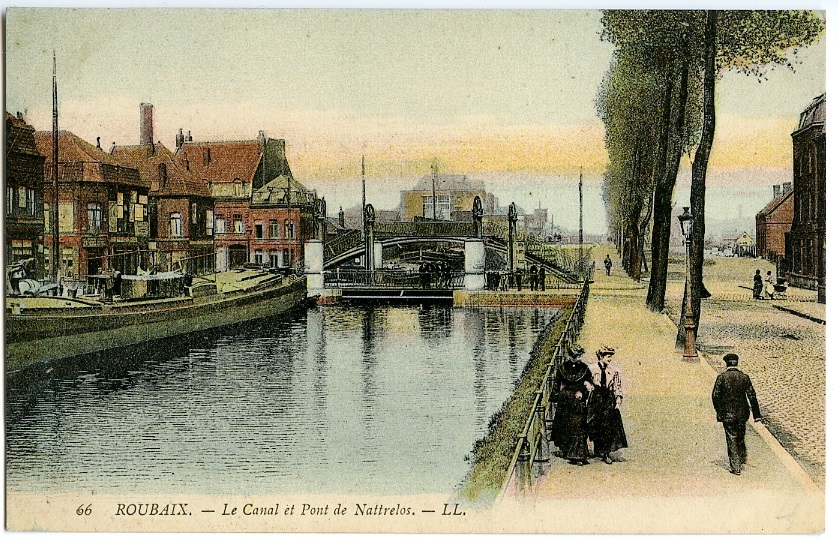
Pont de Wattrelos ou pont du Galon d'eau rebaptisé Pont Émile Duhamel en 2010 (Roubaix)[24].

## Dans la culture populaire

### Problématique sociale et territoriale
À l'occasion de la Mi-Carême 1901, le groupe d'amis de l'Estaminet du Capreau à Wasquehal, tenu par Jules Delbecque chante sur l'air de la Faridondaine, la Faridondon, la chanson, Les Boers du Capreau qui dénonce entre autres la construction du Grand Boulevard, qui sera ouvert en 1911, et du creusement du Canal de Roubaix. Les habitants du Capreau craignent des mesures d’expropriation, comme le laisse supposer une partie du chant "Au Capreau, y n’a ps d’mines d’or, Ch’est pos comm’ au Transvaal, Mais si plaisot à nous milords, D’printe l’rue Nationale, Faudrot pou mette’ opposition, Printe des rinforts à l’Planque au Riz." Cette identification aux Boers s’effectue durant les premières phases d’urbanisation des terres entre Lille et Roubaix, à la faveur de l’apparition de ces deux éléments de structuration de la métropole que sont le Grand Boulevard et le Canal de Roubaix. Elle renvoie donc à une problématique sociale et territoriale liée à l’industrialisation de la région et exprimée dans La Croix du Nord du 14 janvier 1900.

### Au cinéma
- 1988 : La vie est un long fleuve tranquille d'Étienne Chatiliez, le canal est présent dans le film qui raconte la vie de familles roubaisiennes bourgeoises et ouvrières.